# المحمدية (ولاية معسكر)
المحمدية مقّر بلدية ودائرة تقع بالغرب الجزائري في ولاية معسكر، تعداد سكانها يتجاوز مائة ألف نسمة بضواحيها، تقع في سهل الهبرة الخصب المشهور بزراعة الحمضيات خاصة البرتقال. وهي ملتقى تجاري في المنطقة.

## التسمية
سميت البلدة بتسميات مختلفة منذ الوجود الروماني والفرنسي ثم بعد استقلال الجزائر:
- كاسترا نوفا (باللاتينية: Castra-Nova) وتعني الحصن الجديد وكانت محمية رومانية اندثرت إثر غزوات الوندال في القرن الأول بعد الميلاد.[4]
- بعد دخول الفرنسيين في المنطقة سميت بيريقو (بالفرنسية: Perrégaux) نسبة إلى ألكسندر شارل بيريقو لقّبها المعمرون باريس الصغيرة وعرٌبها السكان المحليون بباريڨو.
- المحمدية بعد استقلال الجزائر تم تغيير اسم المدينة من باريقو، كان قد طلب سابقاً أن تحمل المدينة اسم محمد خميستي وزير خارجية أحمد بن بلة الذي قُتل ولكن تم بالفعل تعيين الاسم لبلدة ساحلية صغيرة قرب بوسماعيل غير بعيد عن الجزائر العاصمة[الاستشهاد غير موجود].

## الجغرافيا

### تضاريس
يبلغ علو بلدية المحمدية 60 مترا عن سطح البحر.

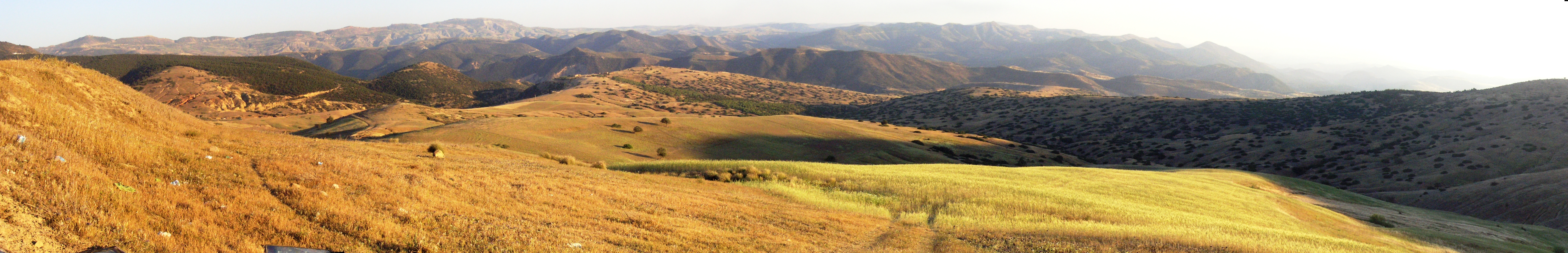
جبال بني شقران التي تقع على سفحها المدينة

### مناخ
المدينة يسودها مناخ البحر الأبيض المتوسط معتدل قليلا ما ينخفض الترمومتر تحت الصفر شتاء ونادرا ما يفوق ال 41 صيفا
يبلغ المعدل المتوسط للتساقطات المطرية على مستوى بلدية المحمدية ما بين 300 و 380 مم/السنة.

### موقع
تقع المحمدية في سهل الهبرة تمتد شرقا على ضفاف وادي الهبرة الذي ينبع من جبال بني شقران ويصب في دلتا المقطع الشهير بمعركة المقطع التي خاضها الأمير عبد القادر ضد الفرنسيين
الحـدود الإداريـة:
الموقع بالنسبة لمقر الولاية: تقع بلدية المحمدية على بعد 42 كلم عن مقر الولاية.

## تاريخ المدينة

### الوجود الروماني
يرى بعض المؤرخين الفرنسيين أن المحمدية بنيت على أطلال محمية رومانية اندثرت إثر غزوات الوندال في القرن الخامس بعد الميلاد.

خريطة تظهر موقع كاسترا نوفا الموريطانية

### الحماية العثمانية
قبل وأثناء الحكم العثماني سكن المنطقة السهلية قبائل عديدة من أهمها البرجية وقبيلة سجرارة اختصت في تربية المواشي وزراعة القمح والأعلاف.
نظرا لكون موقع المدينة وما حوله كان عبارة عن مستنقعات تمتلئ بالمياه شتاء وبالأحراج صيفا سهل الهبرة تتخلله أدغال كثيفة وسبخات لا تجف حتى في أيام الصيف.
موقع المدينة كان عبارة مكان لمبيت القوافل التجارية المتجهة
لمدينة معسكر وباقي الجنوب الجزائري والآتية من ميناء مستغانم وأرزيو .

### الإحتلال الفرنسي
إثر هزيمة القوات الفرنسية في معركة المقطع ضد جيش الأمير عبد القادر في 26 جوان 1835،
جمع الفرنسيون جيشا قوامه 10000 جندي وأقفلو قاصدين نحو عاصمة دولة الأمير معسكر قامت معركة شرسة أدت بسقوط العاصمة معسكر وانسحاب الأمير وسكان عاصمته.
- في 1838 بنى الفرنسيون محمية ومرتع للقوافل وسموها محمية باريقو (بالفرنسية: "Perrégaux") نسبة للجنرال الذي مات متأثرا بجراحه في حصار قسنطينة.
- 1853 نشأت قرية في سهل الهبرة بالقرب من المحمية الفرنسية.
- 1855 جاءت السلطات الفرنسية ب80 عائلة فرنسية أصلهم من مقاطعة الألزاس تحت حماية العساكر جلها قادمة من مدينة سيق التي تبعد 20 كم من القرية الحديثة المنشأ لتوزع عليهم قطع الأراضي المصادرة في محيط القرية.
- 29 جويلية 1858 تقرر إقامة مجمع حضري تحت اسم «باريقو» بمرسوم وقعه الإمبراطور نابليون الثالث في إطار مخطط عام لتعمير المستعمرة الجديدة.

تلاها فتح خط للسكك الحديدية من الجزائر إلى وهران الذي يعبر المدينة الجديدة المنشأ.
- تشييد سد فرقوق الكبير الذي لا يبعد سوى ب 6 كم على مدخل المدينة الجنوبي ما بين 1865 إلى 1871 للاستفادة منه في الري الزراعي، سمح للمدينة بالازدهار وقدوم اليد العاملة التي بدأت تستقر أكثر فأكثر.
- بعد 1871 إرتقت إلى بلدية تضم مدرستين، كنيسة للمعمرين، مسجد للسكان العرب ومحطة للسكك الحديدية حيث قدر تعداد سكانها في 1876 ب 2100 نسمة.
- بوزيان القلعي وصديقه «جيلالي القاطع» هي أسطورة محلية تحكي كيف أن فردا واحدا عبر عن رفضه الأمر الذي حاول أن يفرضه المستعمر الفرنسي بالقوة من سلب للأراضي بحجة القانون أُعدم في 1876 بالحديقة العمومية ليكون عبرة للسكان المحليين.
- 15 ديسمبر 1881 سد فرقوق يتحطم للمرة الثانية وتدمر المياه الطوفانية المدينة التي خلّفت أكثر من 250 قتيل.

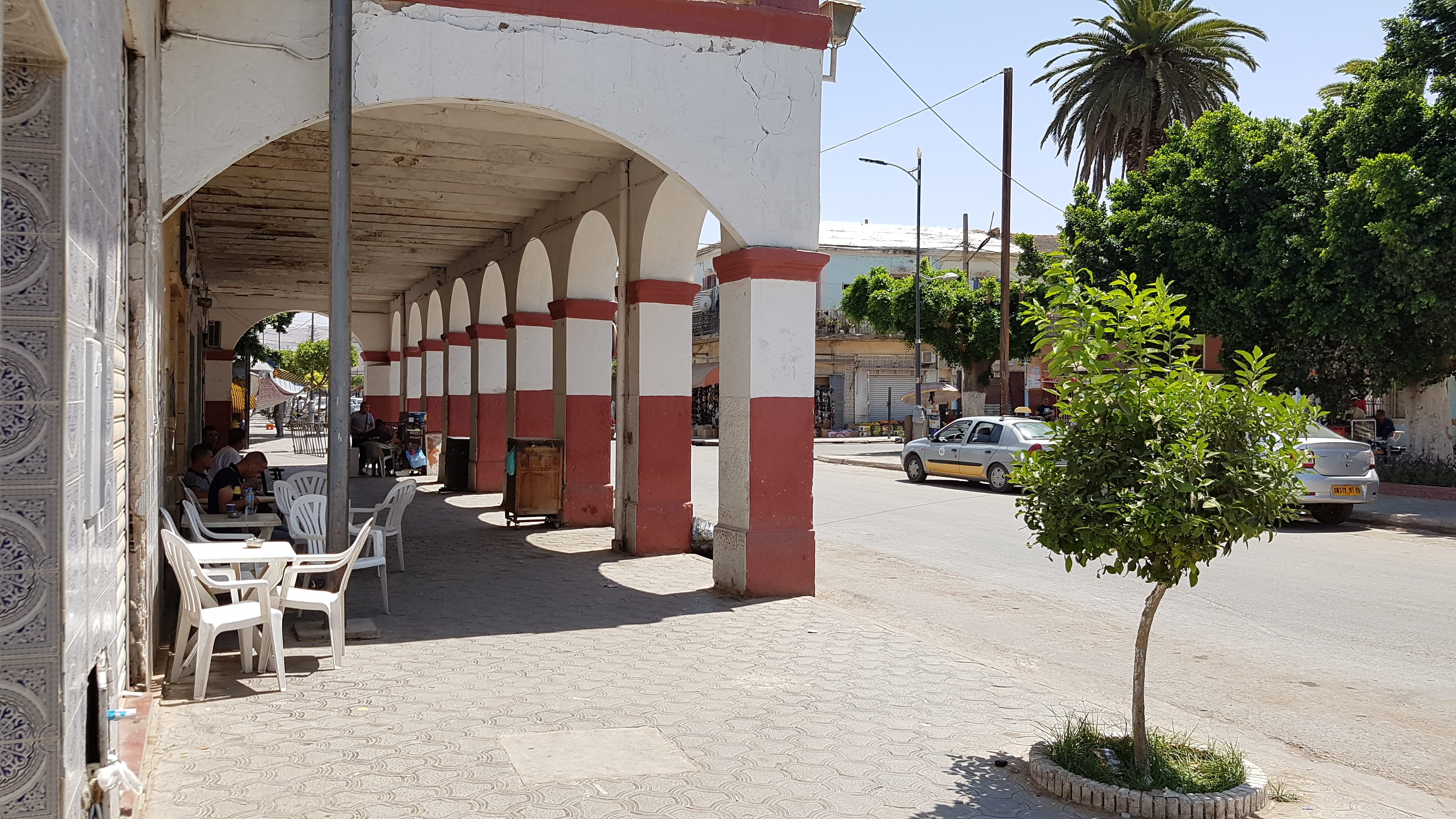
الأقواس وسط المدينة

- الأقواس وسط المدينة سكنت قبائل بني شقران المنطقة واستقرت بالمدينة الجديدة وعاشو فيها مفصولين عن السكان الأوربيين ورفضهم لوضعية الاستعمار ترجمت في تورة بني شقران في 1914.
- 1914 المدينة تضم 14000 نسمة نصفهم من المعمرين فرنسيون والأقدام السوداء
- 1925 الشروع في بناء أول ورشة لصيانة السكة الحديدية والقاطرات بجنوب المدينة بها 800 عامل.
- 25 نوفمبر 1927 انهيار السد المائي لثاني مرة خلفت أضرار وخسائر هائلة بشرية ومادية تطلبت تدخل الجيش الفرنسي لمساعدة السكات وإعادة بناء الجسر الرابط بين المدينة ووهران.
- شارك سكان المدينة الجزائريين في ثورة التحرير منذ اندلاعها في 1954 ومن أشهر الشهداء الذين قدمتهم المدينة هم الأخوة حجال.

### بعد استقلال الجزائر

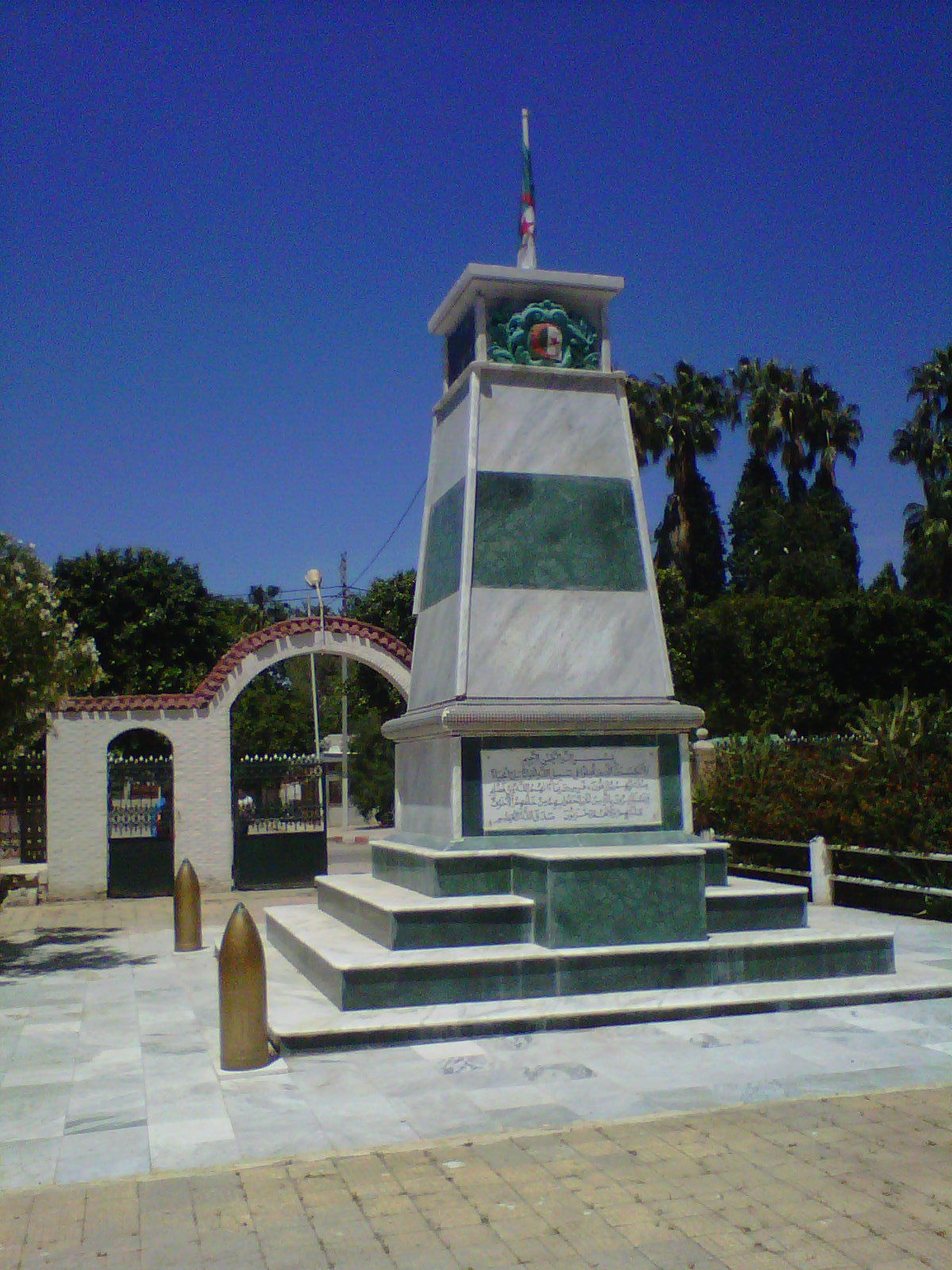
صرح لذكرى شهداء المحمدية في نوفمبر 1954

5 جويلية 1962 باستقلال الجزائر غادر هربا كل الأوربيين من الفرنسيين والأقدام السوداء واليهود إلى فرنسا عبر موانئ وهران ومستغانم إلا القلة القليلة منهم فضلوا البقاء لأسباب عديدة كما أن إتفاقية إيفيان كانت تضمن لهم حق البقاء ثم أن السكان الجزائريين خلو سبيلهم.لكنهم ما لبثو أن غادروها نهائيا في العشر سنين اللاحقة.
واصلت المدينة نموها العمراني ونشاطها المتركز أساسا على الزراعة لكن مغادرة العنصر الأوربي صاحب الخبرة في هذا المجال أمر أثر على وتيرة التنمية الفعالة لوحظ أثره في سبب ازدهار المدينة ألا وهو السد المائي الذي بدأ يجف بسبب تراكم الأتربة في قعره
ففي الثمانينات لم يعد له مخزون يكفي السكان وري البساتين رغم كل المحاولات لإعادة تنقيته،
و مع دخول التسعينات والأزمة الاقتصادية ثم إعادة تقسيم الأراضي الزراعية التي كانت تستغلها تعاونيات الثورة الزراعية على الفلاحين الخواص انكشف الدمار الكبير في المستثمرات الفلاحية الذي خلّفه سوء التسيير ونقص المياه وظهر جليا أن المدينة مع الانفجار الديموغرافي الذي شهدته لم تواتر التطور الاقتصادي مما جعلها مركزا للبطالة.
تحول سكان المدينة لأعمال التجارة المتنوعة كاستيراد السلع فكان لها شيء من الازدهار والنمو لمدة قصيرة لم تتبعه استثمارات كبيرة مما جعلها تتعثر في ركب التطور مرة أخرى.
تعاني المدينة حاليا من مشاكل نقص المياه وتدهور القطاع الفلاحي مع شبه انعدام لأي صناعة في المدينة ما عدا شركة المصابيح filamp .

## النقل والمواصلات
المدينة مربوطة بشبكة الطرقات الولائية رقم 17 والوطنية رقم 4 ويمر بجانبها الشمالي الطريق السيار شرق-غرب
السكة الحديدية تنطلق عبرها حتى مدينة معسكر، سعيدة، النعامة، بشار جنوبا ومستغانم أرزيو شمالا وغليزان، شلف، الجزائر شرقا وسيق، وادي تليلات، وهران غربا
أقرب ميناء للمدينة هو ميناء مستغانم يبعد ب 40 كم وميناء أرزيو 45 كم ووهران ب 80 كم
أقرب مطار معسكر ب 45 كم ومطار السانية بوهران ب 80 كم

### شبكــة النقــل
تعتبر بلدية المحمدية همزة وصل بين الشمال والجنوب ومابين الغرب والشرق بالنظر إلى شبكة الطرق الوطنية رئيسية كانت أو ثانوية التي تحوزها وتمر عليها أهمها:
- الطريق الوطني رقم 04 الذي يربط الجزائر العاصمة بولاية وهران والذي يعبر وسط مدينة المحمدية.

- الطريق الوطني رقم 17 الذي يربط ولاية معسكر بولاية مستغانم والذي يعبر أيضا وسط مدينة المحمدية.
- الطريق السيار شرق-غرب والذي يعبر بلدية المحمدية والذي يعتبر متنفس إضافي لتسيير حركة المرور

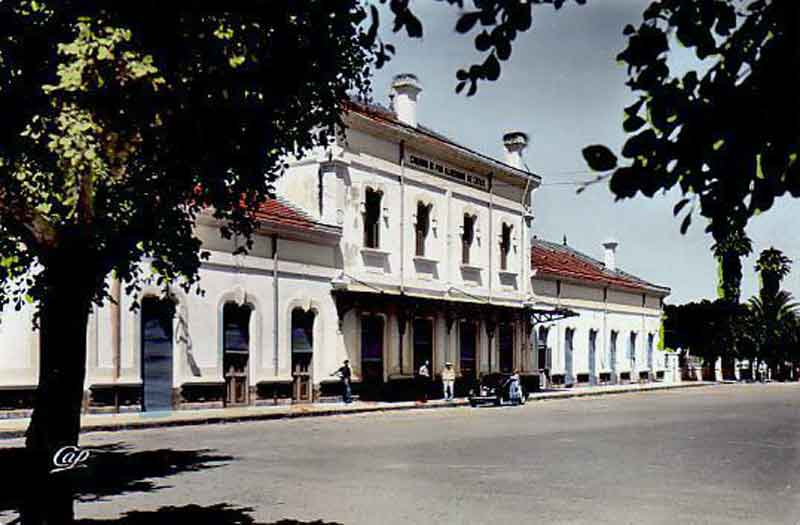
محطة قطار
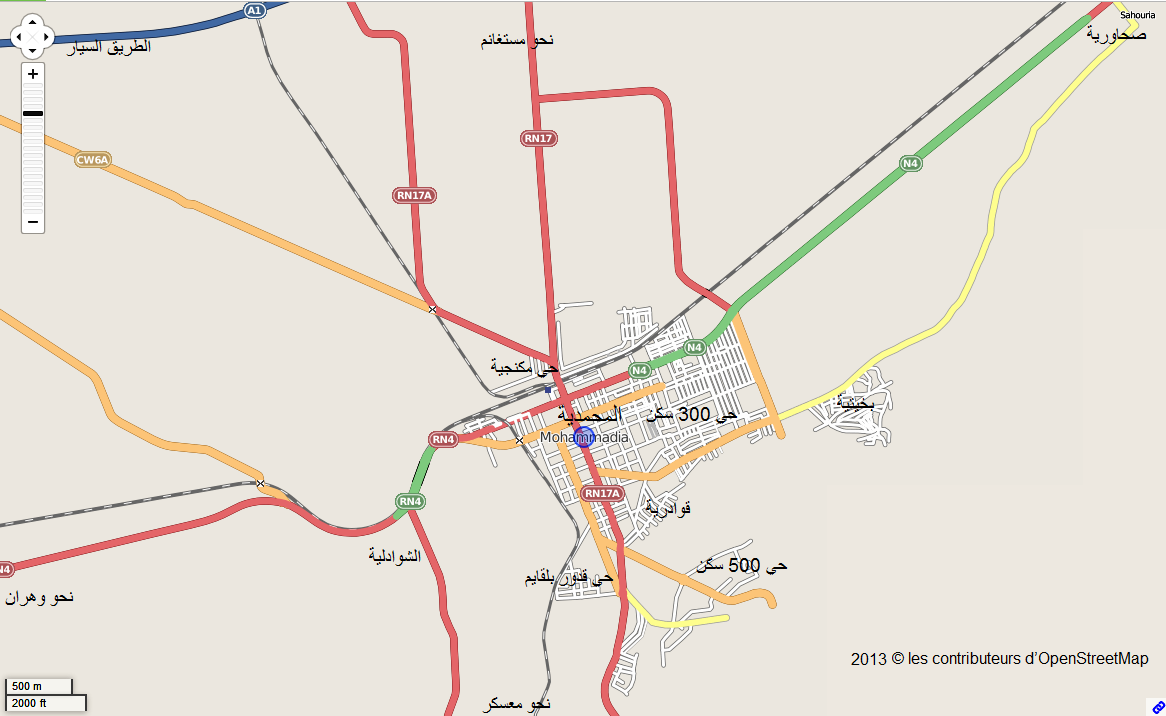
مخطط النقل بمدينة المحمدية
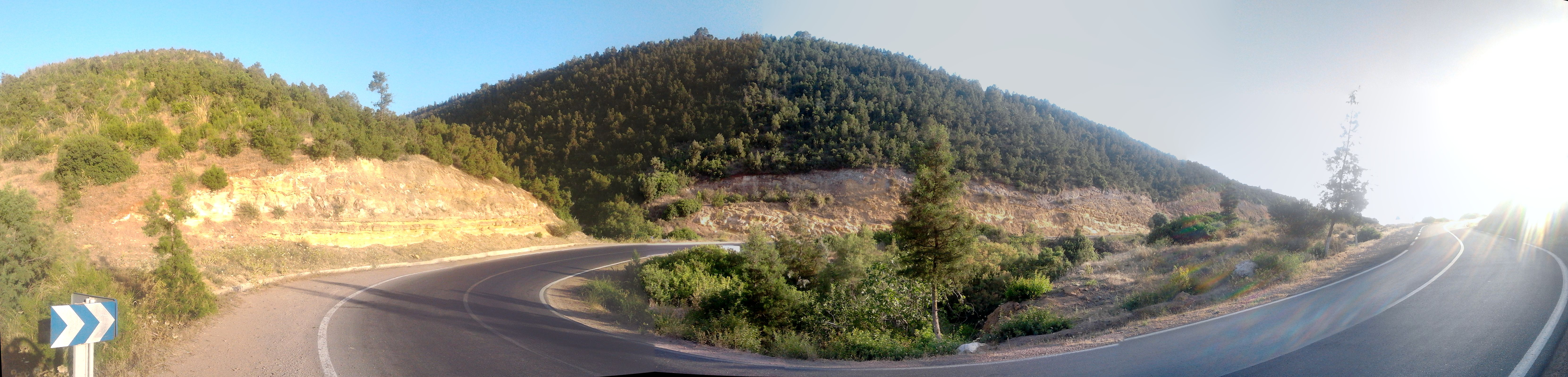
الطريق الرابط بين معسكر والمحمدية
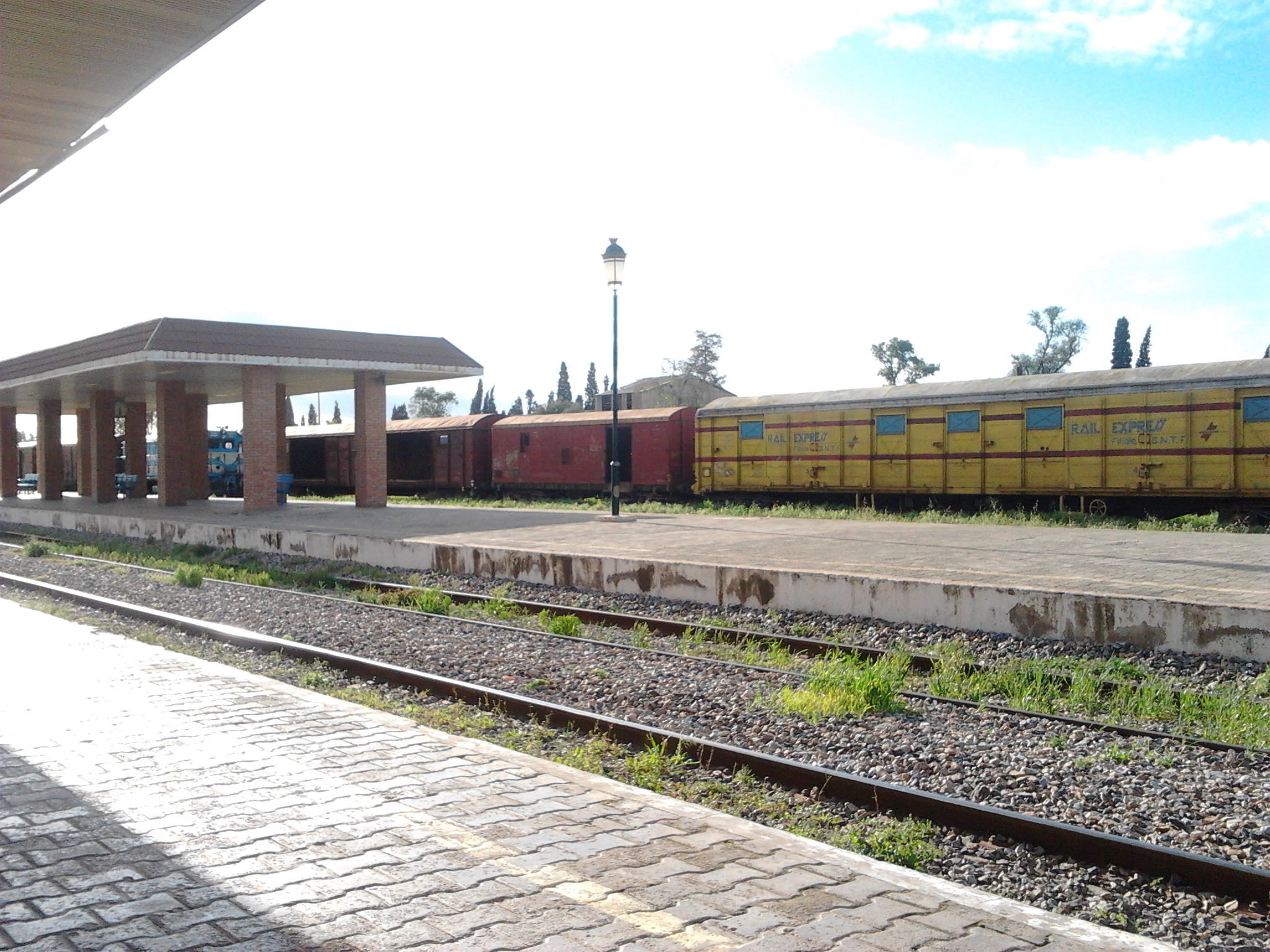
محطة المحمدية

### سكان المدينة
سكان المنطقة قبل تأسيس المدينة كان قبائل بني شقران العربية بمجيء الفرنسيين للمنطقة جاء بعائلات من فرنسا تحديدا الألزاس أولا ملكها قطعات أرضية سرعان ما تنازلو عنها لصالح الأقدام السود المتكونون أساسا من إسبان من منطقة الجزيرة والميريا أسسو كنيسة هي اليوم غير موجودة حيث هدمت في أواخر السبعينات وبني مكانها بنك ثم بمجيء السكة الحديدية استقر بها الكثير من العمال السودانيين من الجنوب الجزائري الذين اشتغلوا أساسا بالسكة الحديدية
العنصر اليهودي كان متواجدا بالمدينة من خلال التجارة وكان لهم معبد يدعى باللهجة العامية الشنوغة
بعد الاستقلال فضّل العنصر الأوربي واليهودي الهجرة لفرنسا أساسا وما تبقى فقط سوى الجزائريون
عدد السكان: بلغ عدد سكان المحمدية حسب آخر إحصاء 84750 نسمة

### تطور عدد السكان
بلغ عدد سكان المحمدية حسب آخر إحصاء( 2008) 84750 نسمة.

## العمران
ينتشر بالمدينة نسيج عمراني حديث مقارنة بالمدن القديمة حيث لا نجد بناء تاريخ بناؤه أقدم من 1860 النسيج الأوربي يتركز في وسط المدينة بينما البناءات المبنية على نمط القصبات العتيقة نجدها في الهضبات المجاورة من أشهرها في المدينة حي القوادرية

أهـــم الدواويـــر:
- دوار الشادلي 01 02.
- قرية سي خلفي
- دوار توامة
- دوار أولاد توامة
- دوار البراهمية
- دوار سيدي علي
- دوار أولاد مالك
- دوار أولاد بلحسنة
- دوار أولاد بوهلال
- دوار لقواس
- دوار أولاد بورياح

### القرى المحيطة بالمدينة
- سوق التمر
- البخايتية
- الشوادلية
- البعاطيش
- أولاد مالك
- الصحاورية
- الشناقلية
- الصفافحة
- دوار جيلو
- شارب الريح
- سنتاجيني
- بن شنين
- سيدي عبد المومن
- سجرارة
- فرقوق
- فراقيق
- مقطع دوز
- المزرعة البيضاء
- بني وسكت.

### المساجد
عدة مساجد مبنية بالمدينة من أشهرها الجامع الكبير والجامع العتيق السي بغداد في 2015 قُدّر عدد المساجد فقط بالمدينة 35 مسجد.

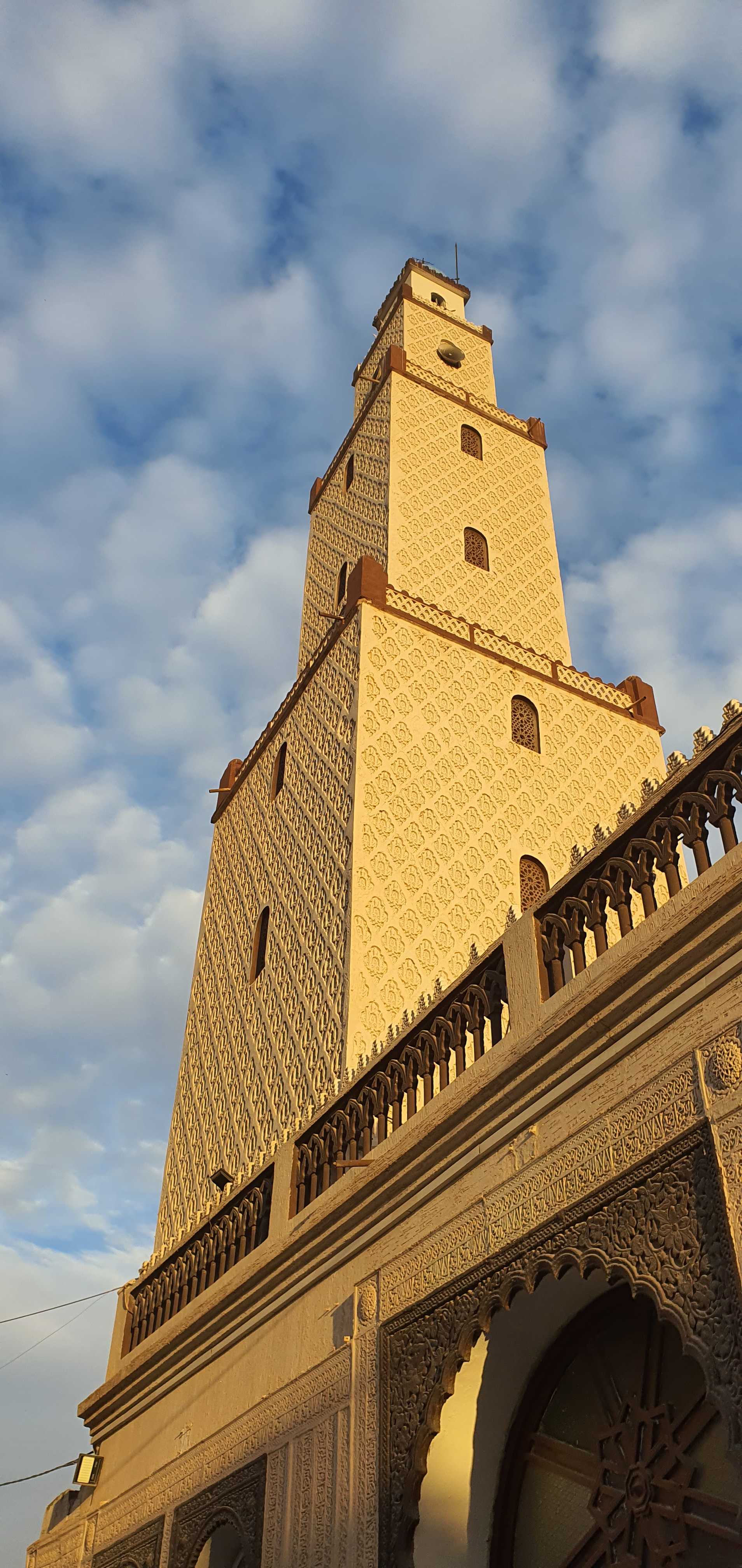
المسجد العتيق
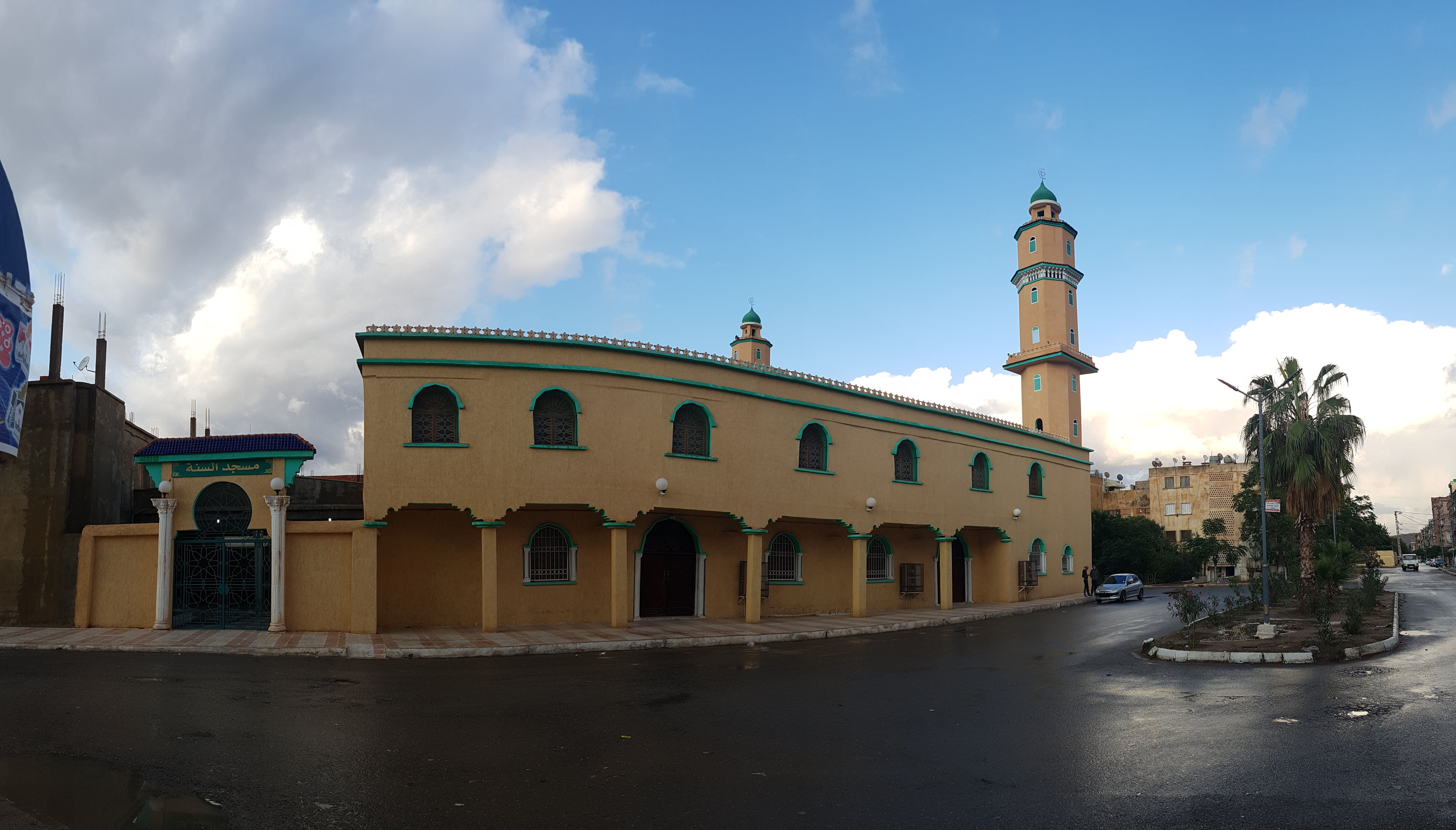
مسجد السنة الأكبر في المدينة الواقع بحي الإخوة مرابطي(300 سكن
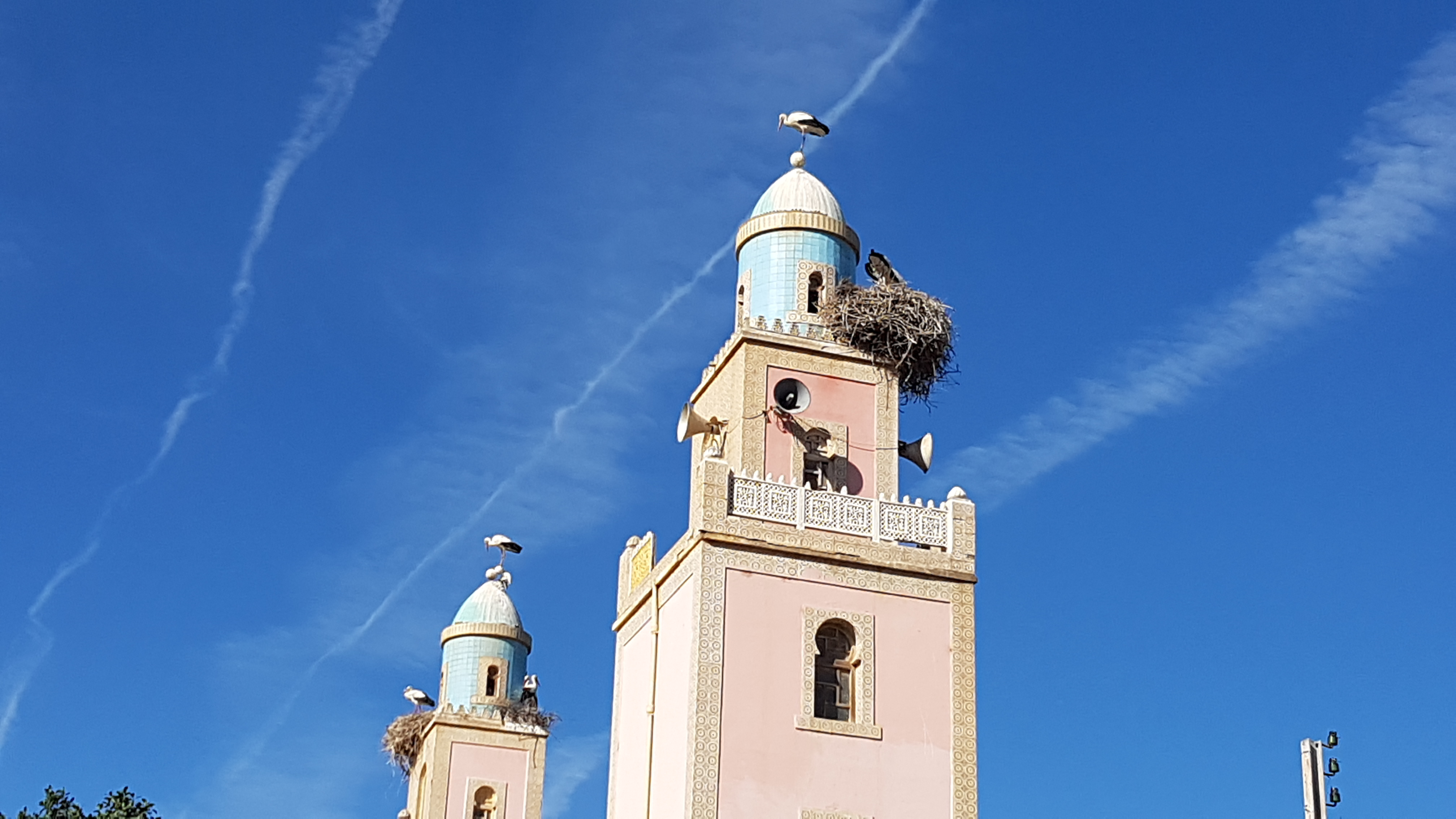
مسجد قباء
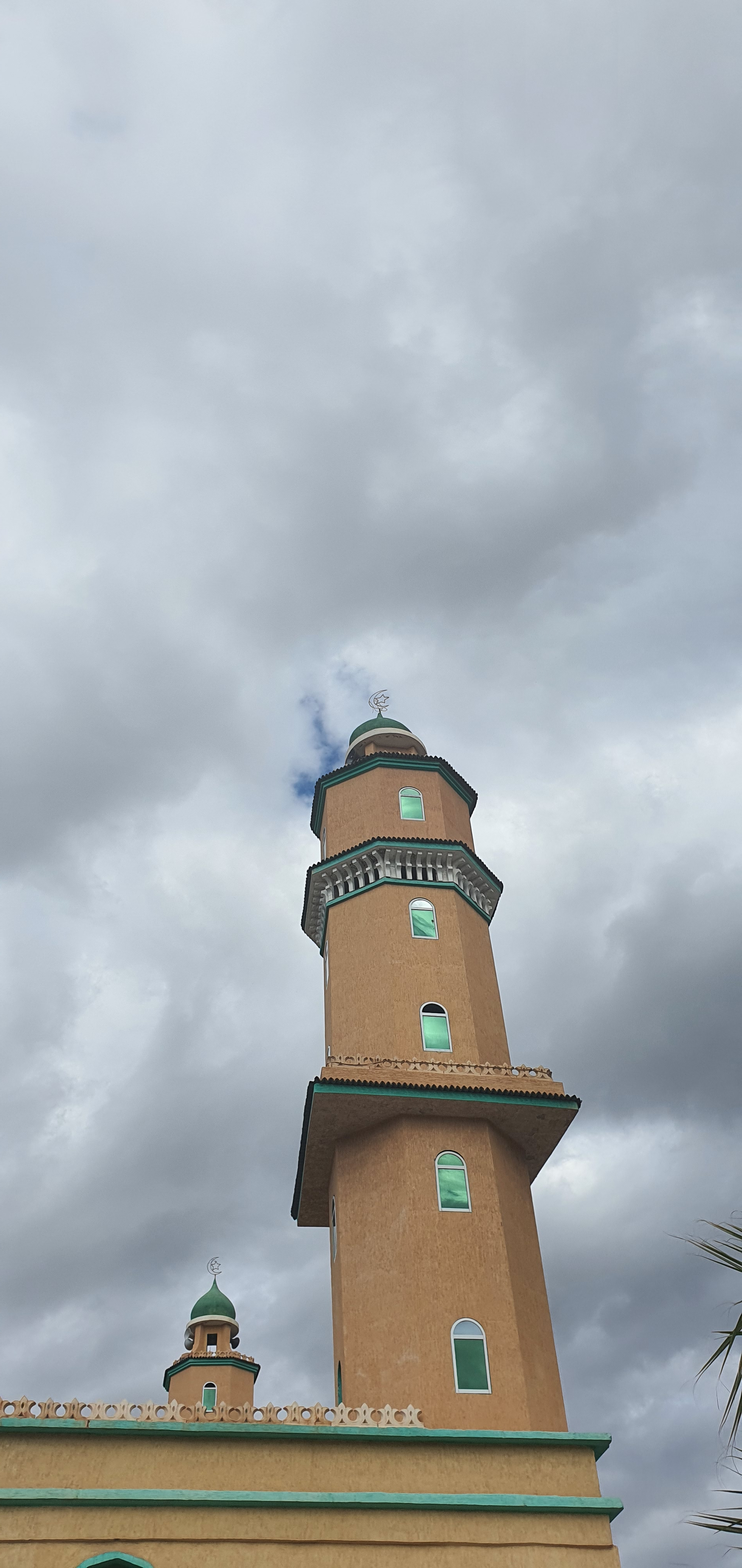
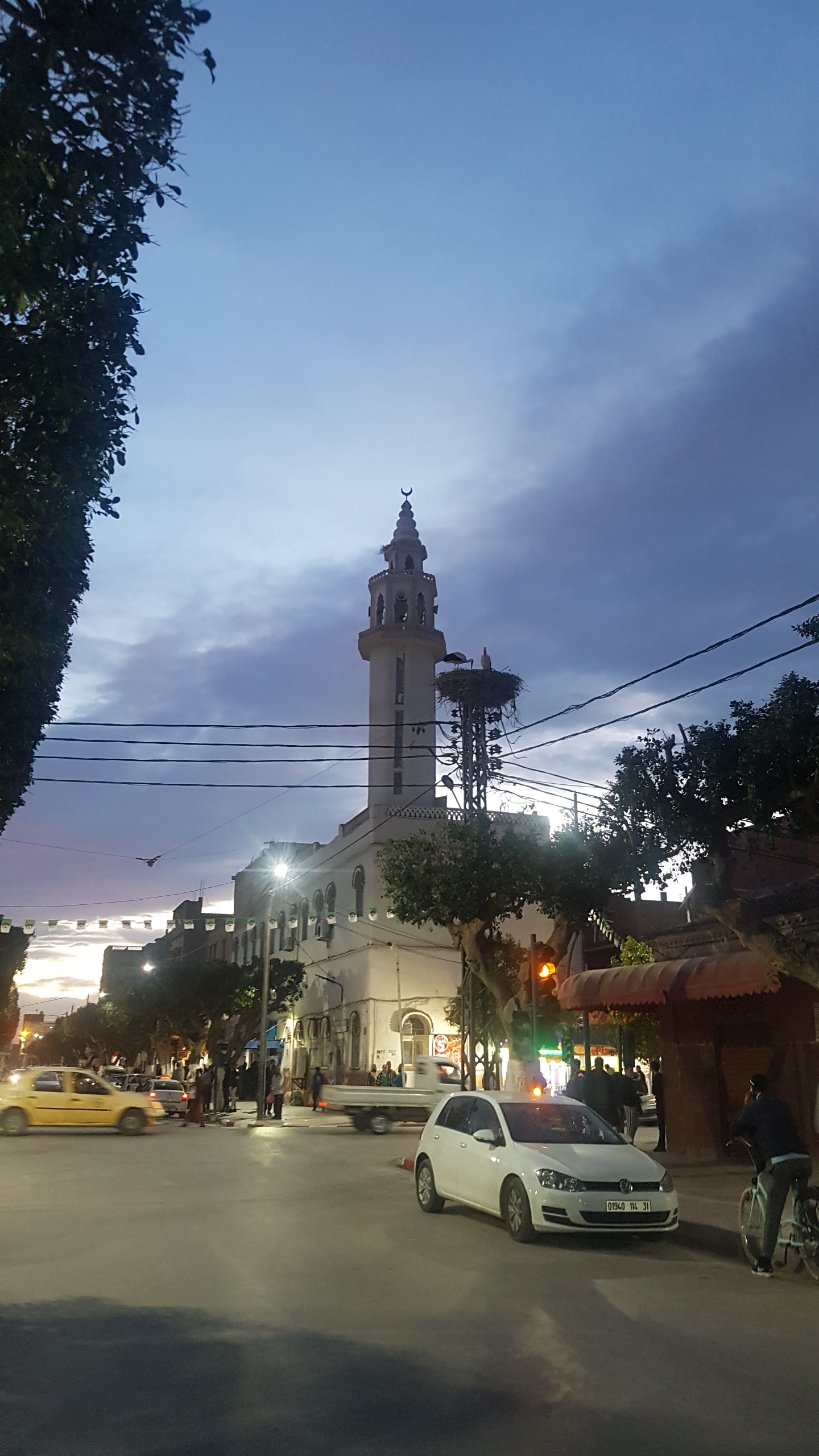

## اقتصاد

### الصناعة
شهدت المحمدية في بداية التسعينيات من القرن الماضي تغيرا كبيرا وأصبحت مركزا تجاريا في المنطقة وخصوصا بتجارة الأجهزة الكهرومنزلية والإلكترونية بالشارع الرئيسي (المدعو طريق مارساي) على الطريق الوطني الرابع.
- الشركة الوطنية للنقل بالسكك الحديدية التي تستغل ورشات لصيانة العتاد السككي
- شركة فيلام لصناعة المصابيح الكهربائية.
- توجد بالمحمدية منطقتين صناعيتين واحدة بدوار الصفافحة بجانب شركة فيلامب والأخرى في دوار البخايتية رقم 2 وتضم العديد من المؤسسات المصغرة.

### الزراعة
حسب الإحصائيات الزراعية لغاية 2011 في بلدية المحمدية كانت
- مساحة الأراضي الزراعية الكلية: 11462 هكتار موزعة كالآتي: زراعة الحبوب: 4828 هكتار، الأراضي المستريحة: 904 هكتار، الأشجار المثمرة: 2241 هكتار
- مساحة الأراضي الفلاحية المستعملة: 7974 هكتار منها لأراضي الرعوية: 3458 هكتار، الأراضي الغير المنتجة: 30 هكتار، مساحات الأراضي الغابية: 1317 هكتار
- المساحة المزروعة بالأشجار المثمرة: أشجار الزيتون: 231 هكتار، أشجار الحمضيات: 1926 هكتار، أشجار التين: 07 هكتارات
- المساحة المزروعة بالحبوب : القمح الصلب: 220 هكتار، القمح اللين: 160 هكتار، الشعير: 2160 هكتار

### الثروة الحيوانية
- مجموع الأبقار: 515 رأس - عدد رؤوس البقر الحلوب: 146 رأس - إنتاج الحليب: 474000 لتر - كمية لحوم الأبقار المنتجة: 643 قنطار

- - عدد رؤوس الأغنام: 11156 رأس - كمية لحوم الأغنام المنتجة: 1318 قنطار - عدد رؤوس المعز: 573 رأس
- -إنتاج الجلود: 32 قنطار تربيـة النحـل: - عدد صناديق المخصصة لتربية النحل: 2324 - كمية العسل المنتجة: 20000 كلغ

### مرافق حيوية

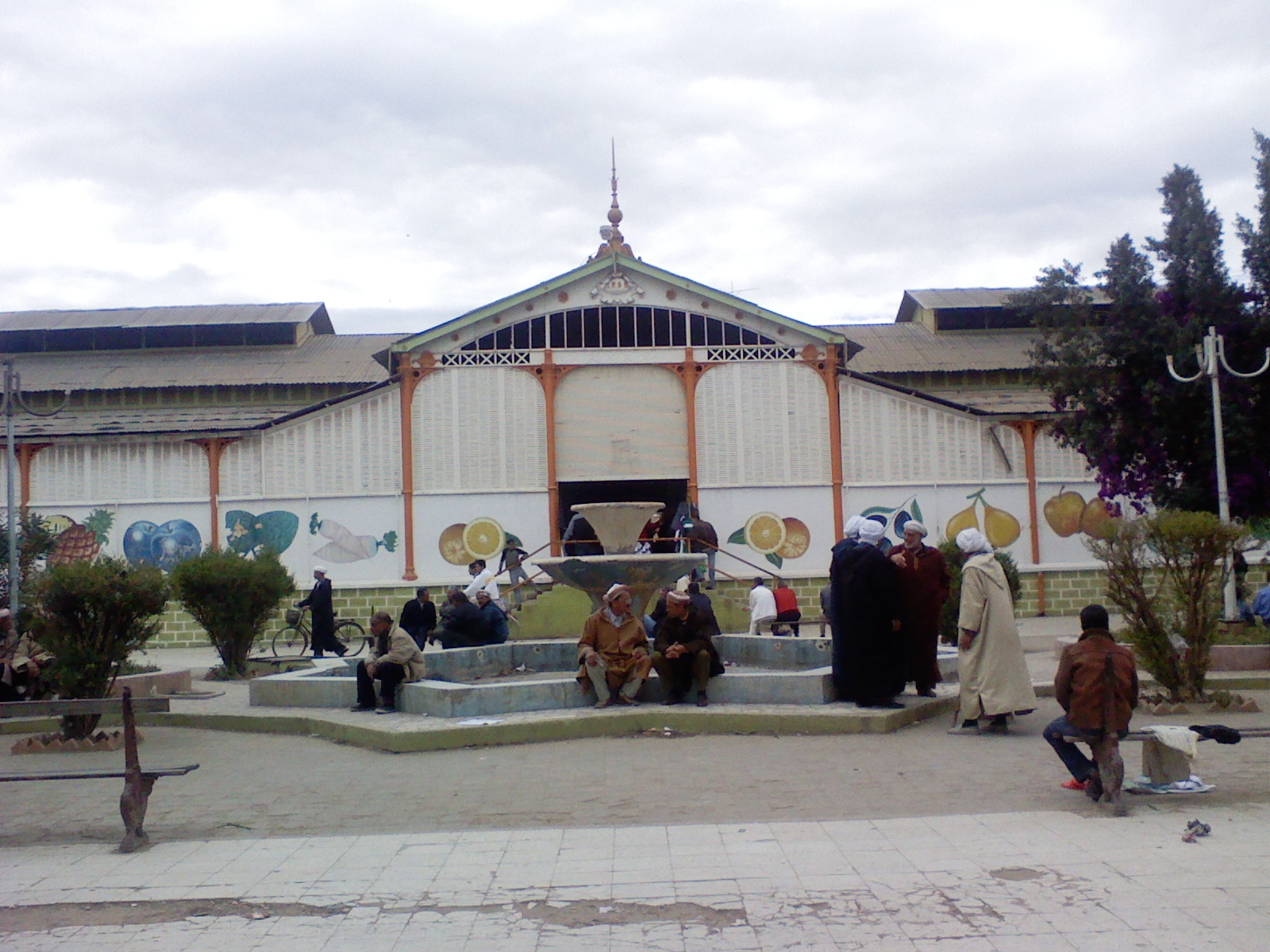
سوق المدينة

- محطة ضخ المياه المسماة فرقوق والواقعة بدوار جبور.
- مركز الجزائرية المياه.
- مركز للقسم الفرعي للري.
- مركز للقسم الفرعي للفلاحة.
- المعهد التقني للأشجار المثمرة والكروم (I.T.A.F).
- غرفة للتبريد بشارع العربي بن مهيدي.
- مزرعة نموذجية للأشجار المثمرة (تتربع على مساحة قدرها 536 هكتار وتضم 157 هكتار من الحمضيات، 26 هكتار من أشجار الزيتون، 06 هكتارات من التفاح).
- الديوان الوطني للسقي والتطهير.
- محطة تصفية المياه القذرة تقع بمنطقة الصحاورية.
- محطة تصفية المياه القذرة تقع بمزرعة حجال صافا.
- مذبح بلدي خاص بذبح الأبقار والأغنام.
- مذبح للدواجن يقع بمنطقة الصحاورية.
- سوق للخضر والفواكه يقع وسط مدينة المحمدية.
- سوق جهوي للخضر والفواكه يقع في المدخل الشرقي لبلدية المحمدية.

## نقابات وجمعيات
ينشط بالمدينة فروع للإتحاد العام للعمال الجزائريين والهلال الأحمر الجزائري والكشافة الجزائرية وجمعية العلماء الجزائريين وجمعية الإرشاد والإصلاح
كما نجد مكاتب للأحزاب الرئيسة أهمها حزب جبهة التحرير الوطني والتجمع الوطني الديمقراطي وحزب العمال

## المؤسسات التعليمية

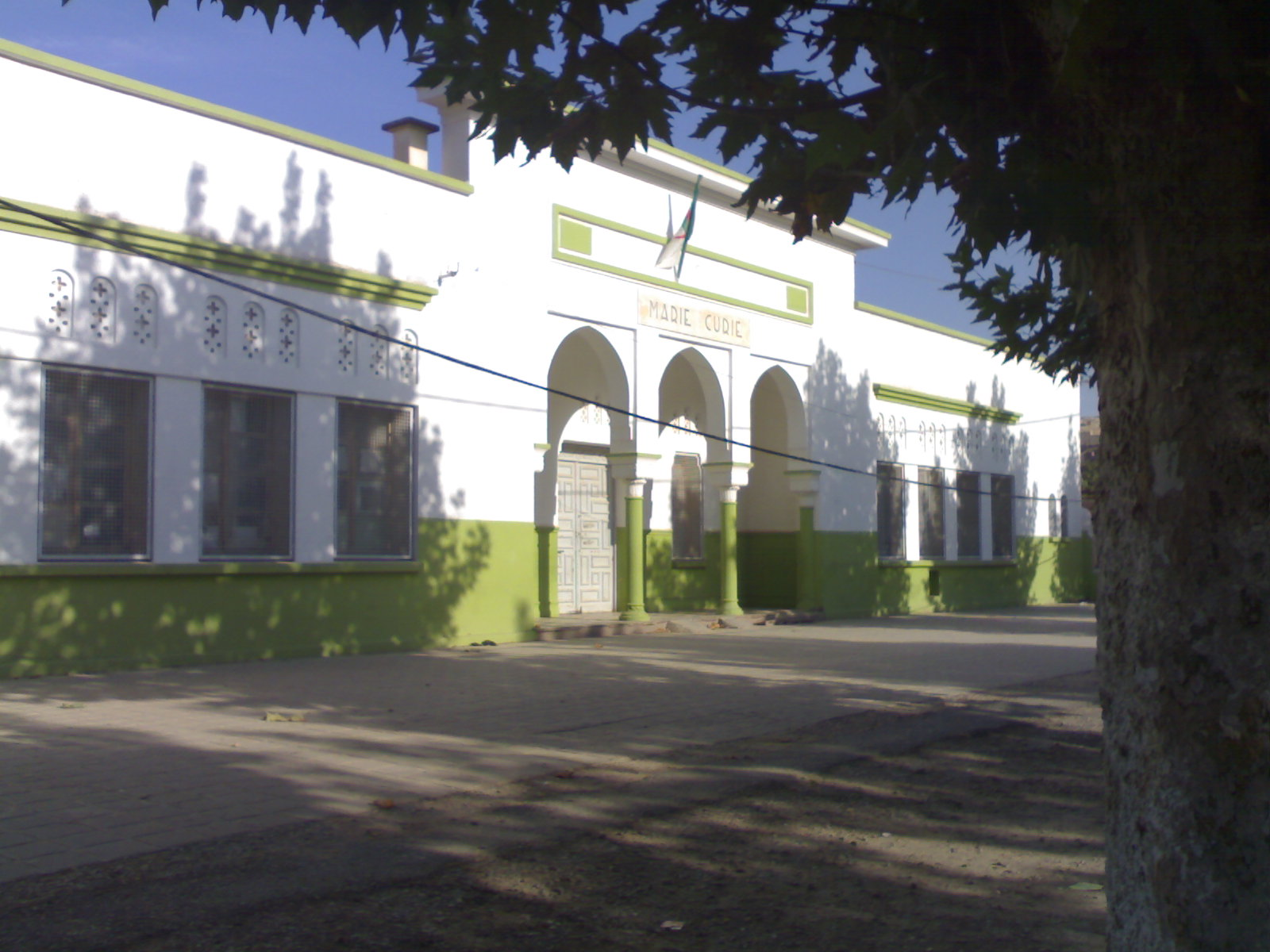
مدرسة ماري كيري الإبتدائية

المدينة تضم العديد من المؤسسات التربوية أهمها:
- 5 ثانويات آخرها دشنت في 2013 وعدة
- 12 متوسطة
- 32 إبتدائيه
- روضات
- مدارس قرآنية وزوايا مثل الزاوية العلوية.

## الأطباق التقليدية
المدينة والمنطقة بكلها معروفة بطبق الكسكس الذي يقدّم في المناسبات

## الرياضة
المدينة تضم عدة ملاعب وقاعات رياضية
- فبها ملعب معشوشب إصطناعيا
- ملعب مدرسي قاعتات لمختلف الرياضات
- قاعتان لرياضة الجيدو و
- قاعة للملاكمة و
- مسبح غير مغطى

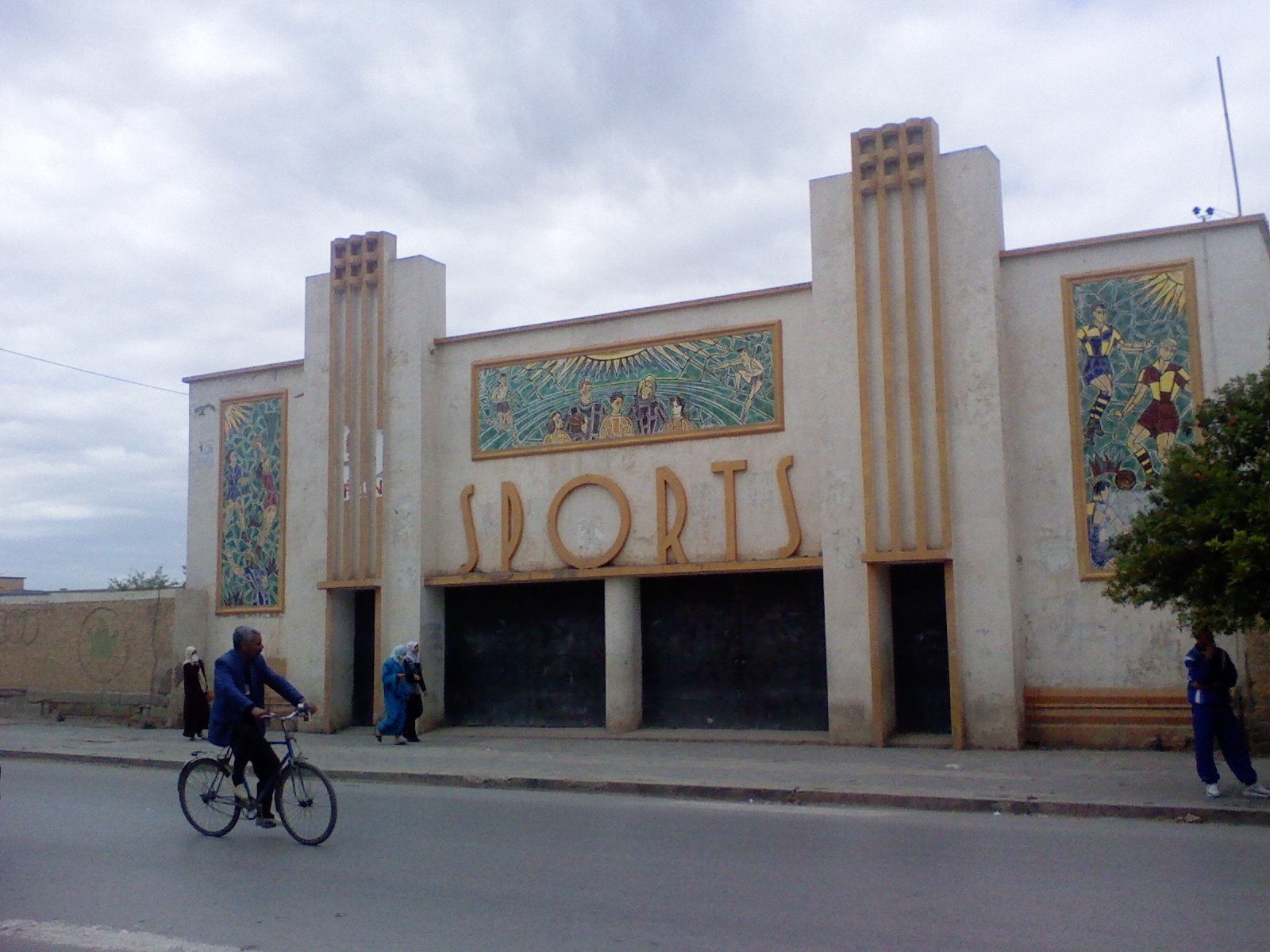
ملعب المحمدية

- الأندية المحلية المعروفة على نطاق الوطن هي سريع أمل المحمدية

## شخصيات بالمدينة

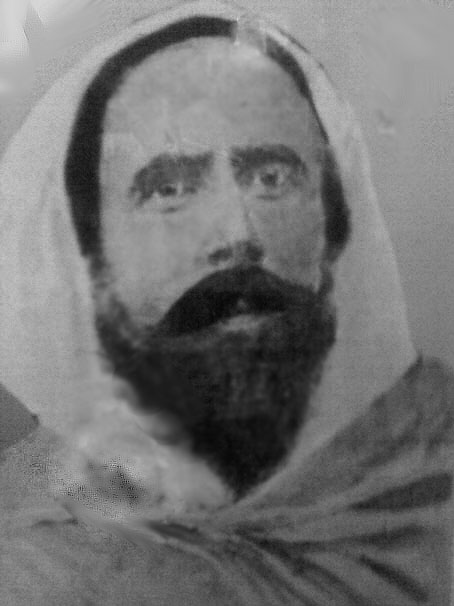
بوزيان القلعي

من بين علماء المدينة المعروفين محليا هم السي بغداد وشخصية مقاومة معروفة هي بوزيان القلعي كما أن الثورة التحريرية خلفت رصيدها من الشهداء سميت بإسمهم شوارع ومؤسسات تعليمية
- الإخوة حجال
- محمد بن هبة
- وقادة قادة و
- علي بوهلال
- بودية ميلود.

### رؤساء البلدية

#### قبل الاستقلال من 1858 - 1962
| شعار المدينة قبل الاستقلال | شعار المدينة بعد الاستقلال |

أولا كانت مسيرة من طرف السلطات الفرنسية، ثم تم تحويلها لسان دوني دو سيق بقرار إمبراطوري في 1865
و في الأخير، قرار إمبراطوري ل 30 سبتمبر 1870 أقام مركز باريقو وحولها لبلدبة مستقلة لها كامل الصلاحيات، بمجلسها البلدي المتكون من 7 مستشارين فرنسيين، آخر غير فرنسي، وأخر مسلم. ثم جاء قانون وألغى المستشارين غير الفرنسيين فصار في البلدية 9 مستشارين فرنسيين في المجلس البلدي.
في 1884، لما استوفى عدد السكان المحدد في القانون الإستعماري، صارت الإدارة برئيس بلدية، أولهم كان لويس لوران بنائبين و 21 مستشار بلدي و 2 من السكان الأصليين.
| تاريخ               | اسم لقب                                  | الرتبة              |
| ------------------- | ---------------------------------------- | ------------------- |
| 1865                | آبل ليون ABEL Léon                       | نائب رئيس بلدية سيق |
| 1866                | قام هيبوليت GAME Hippolyte               | نائب رئيس بلدية سيق |
| 1867 إلى 1870       | قامبفور أوجين CAMBEFORT Eugène           | نائب رئيس بلدية سيق |
| 1870                | قام هيبولبت GAME Hippolyte               | رئيس بلدية باريقو   |
| 1871 إلى 1874       | قامبفور أوجين CAMBEFORT Eugène           | رئيس بلدية باريقو   |
| 1874 إلى فيفري 1876 | جانو ليون JANAUD Léon                    | رئيس بلدية باريقو   |
| 1876 إلى 1881       | ديفوريست جول DUFOREST Jules              | رئيس بلدية باريقو   |
| 1881 إلى 6 ماي 1888 | لوران لويس LAURENT Louis                 | رئيس بلدية باريقو   |
| 1888 إلى 1892       | دي بيربيساك فيرناند de PERPESSAC Fernand | رئيس بلدية باريقو   |
| 1892 إلى 1903       | لوران لويس LAURENT Louis                 | رئيس بلدية باريقو   |
| 1903 إلى 1908       | بناسيس جوزيف BENASSIS Joseph             | رئيس بلدية باريقو   |
| 1908 إلى 1919       | لوران لويس LAURENT Louis                 | رئيس بلدية باريقو   |
| 1919 إلى 1929       | سيريس باسكال SERRES Pascal               | رئيس بلدية باريقو   |
| 1929 إلى 1931       | فالور ليون VALLORD Léon                  | رئيس بلدية باريقو   |
| 1931 إلى 1937       | ترجمان مخلوف TORDJMANN Maklouf           | رئيس بلدية باريقو   |
| 1937 إلى 1941       | أنقلاد ميشال ANGLADE Michel              | رئيس بلدية باريقو   |
| 1941 إلى 1943       | ديبون لويس DUPONT Louis                  | رئيس بلدية باريقو   |
| 1943 إلى 1944       | أنقلاد ميشال ANGLADE Michel              | رئيس بلدية باريقو   |
| 1944 إلى 1947       | رابيي موريس RABIER Maurice               | رئيس بلدية باريقو   |
| 1947 إلى 1958       | بان روك BENE Roques                      | رئيس بلدية باريقو   |
| 1959                | كولونيل دي تراي Colonel de TARLAY        | رئيس اللجنة الخاصة  |
| 1959 إلى 1962       | د. فينياردو مارسيل Dr. VIGNARDOU Marcel  | رئيس بلدية باريقو   |

#### بعد الاستقلال منذ 1962
| التاريخ              | الاسم واللقب      | الرتبة                                |
| -------------------- | ----------------- | ------------------------------------- |
| 1962 - 1967          | طمبو عبد القادر   | رئيس بلدية المحمدية                   |
| 1967 - 1972          | ساعد محمد         | رئيس بلدية المحمدية                   |
| 1972 - 1977          | تشيكو غريس        | رئيس بلدية المحمدية                   |
| 1977 - 1978          | صديقي علي         | رئيس بلدية المحمدية                   |
| 1978 - 1985          | ساعد محمد         | رئيس بلدية المحمدية                   |
| 1985 - 1990          | بطاهر محمد        | رئيس بلدية المحمدية                   |
| 1992-1990            | حمدي محمد         | رئيس بلدية المحمدية (ج.إ.إ)           |
| 1992 1994 اغتيل      | بوقطاية يحيى      | رئيس بلدية المحمدية (ج.ت.و)           |
| 1994 - 1998          | غرمول الغالي      | رئيس بلدية المحمدية غير منتخب         |
| 1996- 1998           | زعفران محمد       | رئيس بلدية المحمدية غير منتخب         |
| 1998 - 2000          | بلعود علي         | رئيس بلدية المحمدية (ج.ت.و) غير منتخب |
| 2003-2000            | لفسيون محمد       | رئيس بلدية المحمدية (ج.ت.و)           |
| 2003 - 2004          | رويعي حسن         | رئيس بلدية المحمدية (ج.ت.و)           |
| 2004- 2008           | غريبلي عبد القادر | رئيس بلدية المحمدية (ج.ت.و)           |
| 2008 - 2012          | ابراهيم بن علي    | رئيس بلدية المحمدية (ج.ت.و)           |
| 2012 - نوفمبر - 2017 | درقاوي يراهيم     | رئيس بلدية المحمدية (ج.ت.و)           |
| 2017 -               | شقرون دحو         | رئيس بلدية المحمدية (ج.ت.و)           |

## الثقافة
تنتشر بالمدينة مكتبات عمومية ودار للشباب وهي المركز الثقافي الأساسي بالمدينة بها تنشط فرق مسرحية وموسيقية وباقي النشاطات الثقافية.
منذ تأسيسه متحف الأمير عبد القادر الموجود خلف المحكمة الجديدة مغلق حاليا للزوار.
- من الأعياد والمهراجانات التي تقيمها المدينة كل عام عيد البرتقال وموسم سيدي بلال في حي القرابة العتيق لدى جمعية سيدي بلال لمقدم حجبة بوزيد الله والجمعية البلالية لزروالي بلعباس وتمت عودت الوعادي (الوعدة) في مختلف ضواحي المدينة.

### من معالم المدينة
- متحف الأمير عبد القادر.
- الحديقة العمومية (وسط المدينة)
- سد فرقوق المائي يبعد عن المدينة ب 5 كم.
- غابة البلونتار وهي غابة تقع في الجبل الذي تحيط به المدينة حاليا
- قبة سيدي عبد القادر (مول الفايدة)
- قبة سيدي دحو
- العين
- محطة السكة الحديدية بشار.
- أقواس وسط المدينة.
- جامع السي بغداد.

- جامع حي الإخوة مرابطي.
- ساحة أول نوفمبر (وسط البلدة)

### أحياء وأسواق
- سوق المدينة العتيق
- حي القرابة

سوق جهوي للخضر والفواكه يقع في المدخل الشرقي لبلدية المحمدية.
- الأحياء الشعبية في المدينة هي حي القوادرية وحي القرابة وحي البخايتية وحي بورورا وحي المكانقية (حي الشهيد بن هبة محمد حاليا).

### فلكلور
تقام في ضواحي المدينة من القرى
- الوعدة
- الفنتازيا
- الموسم

## معرض الصور

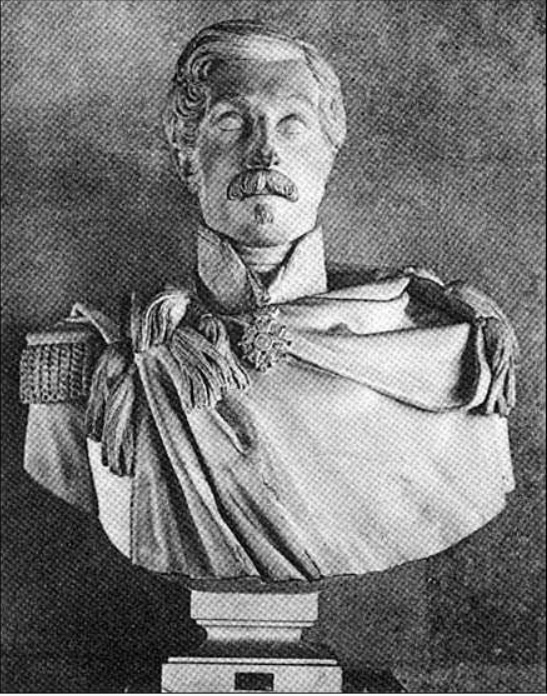
الجنرال بيريغو

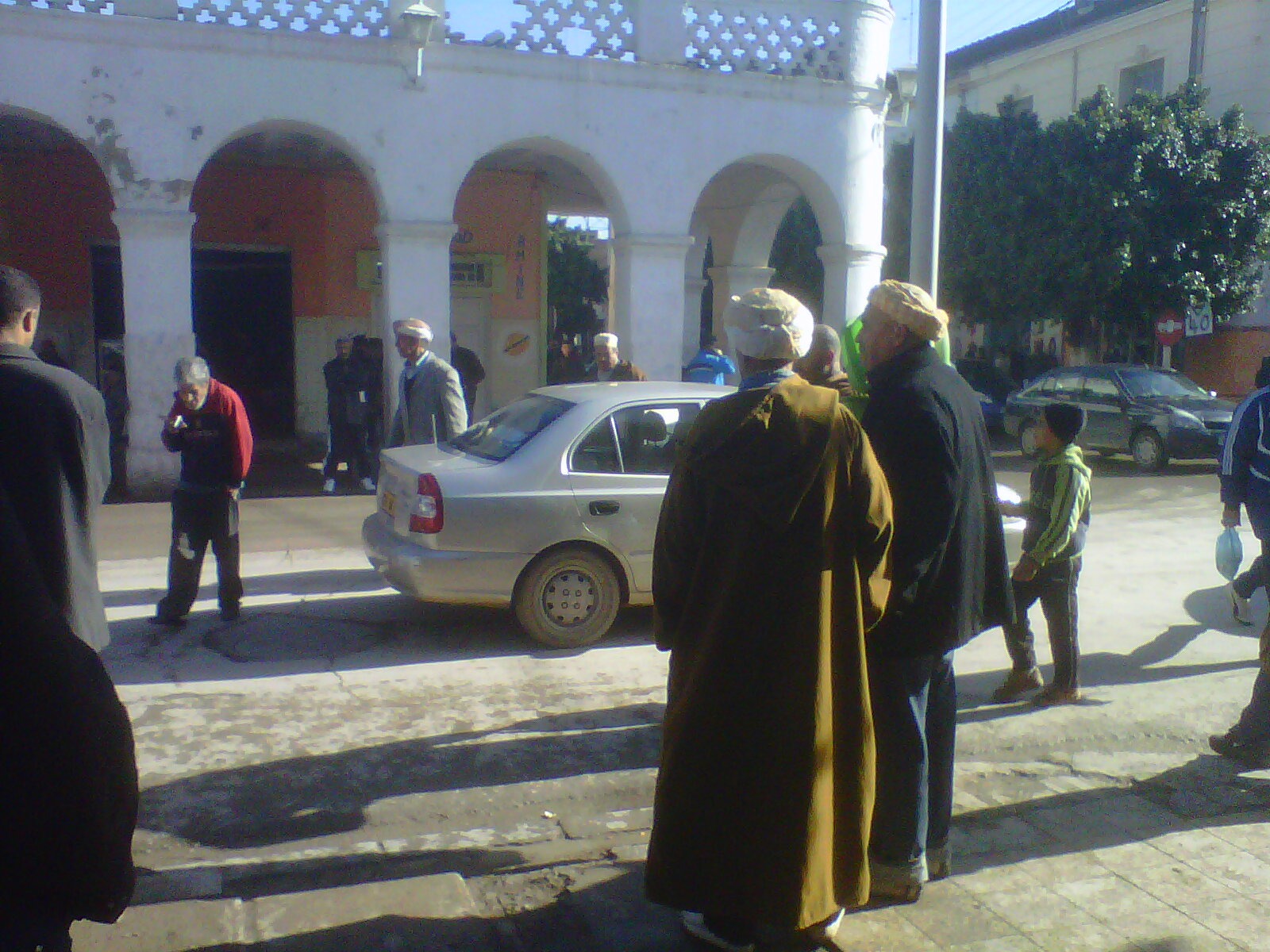
الأقواس وسط المدينة
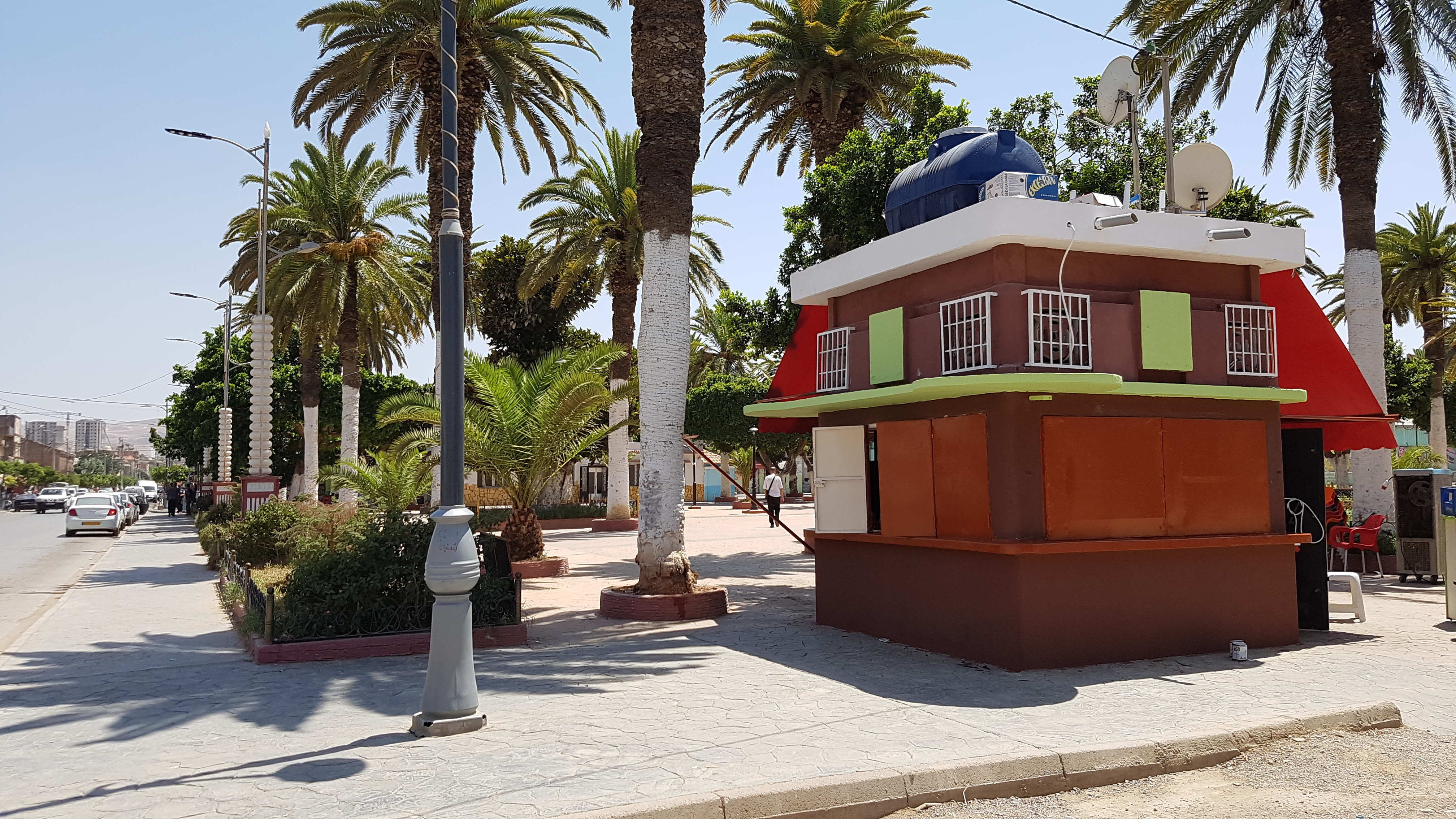
كشك البلدية
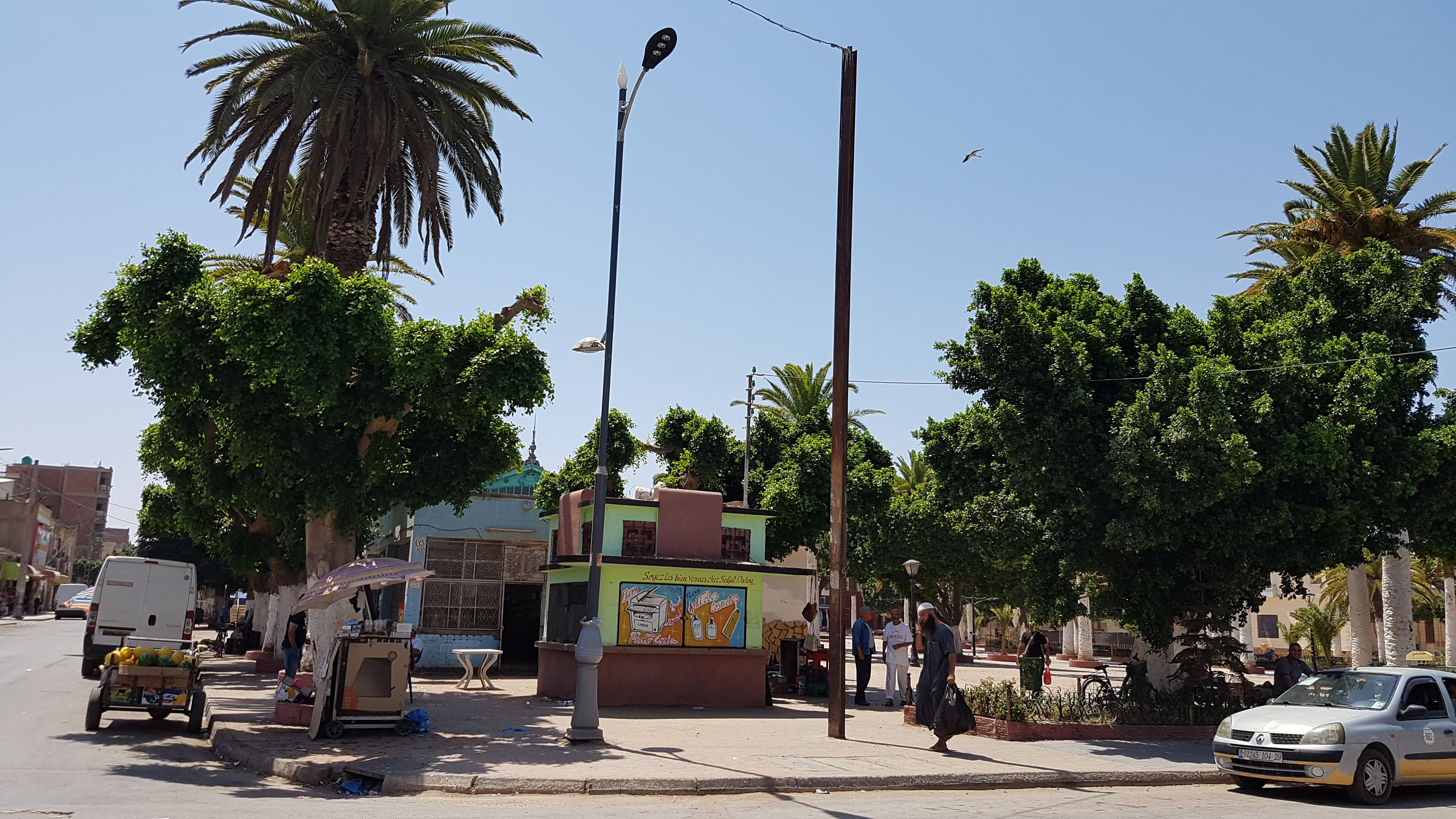
ساحة أول نوفمبر كشك البلدية
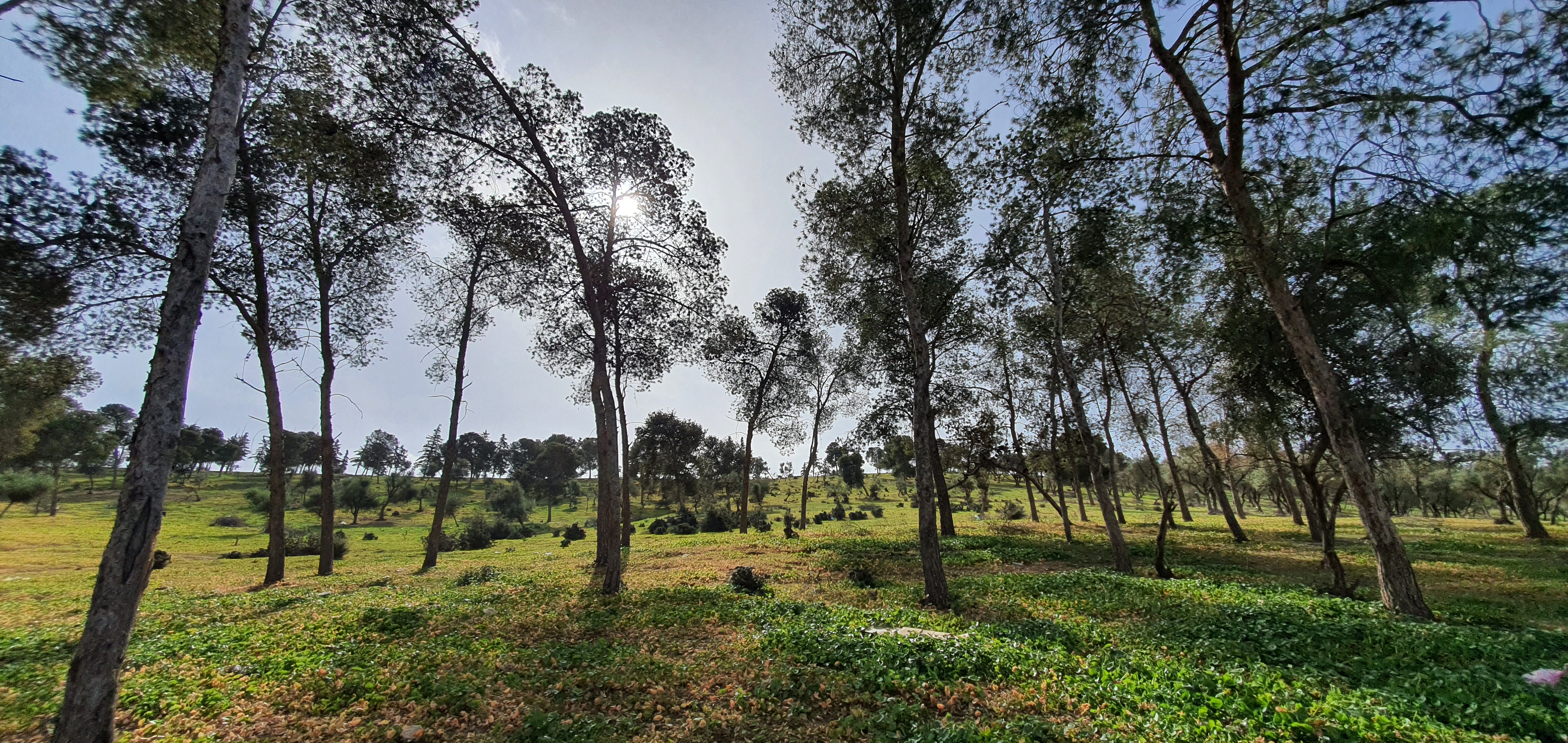
غابة البلونتار
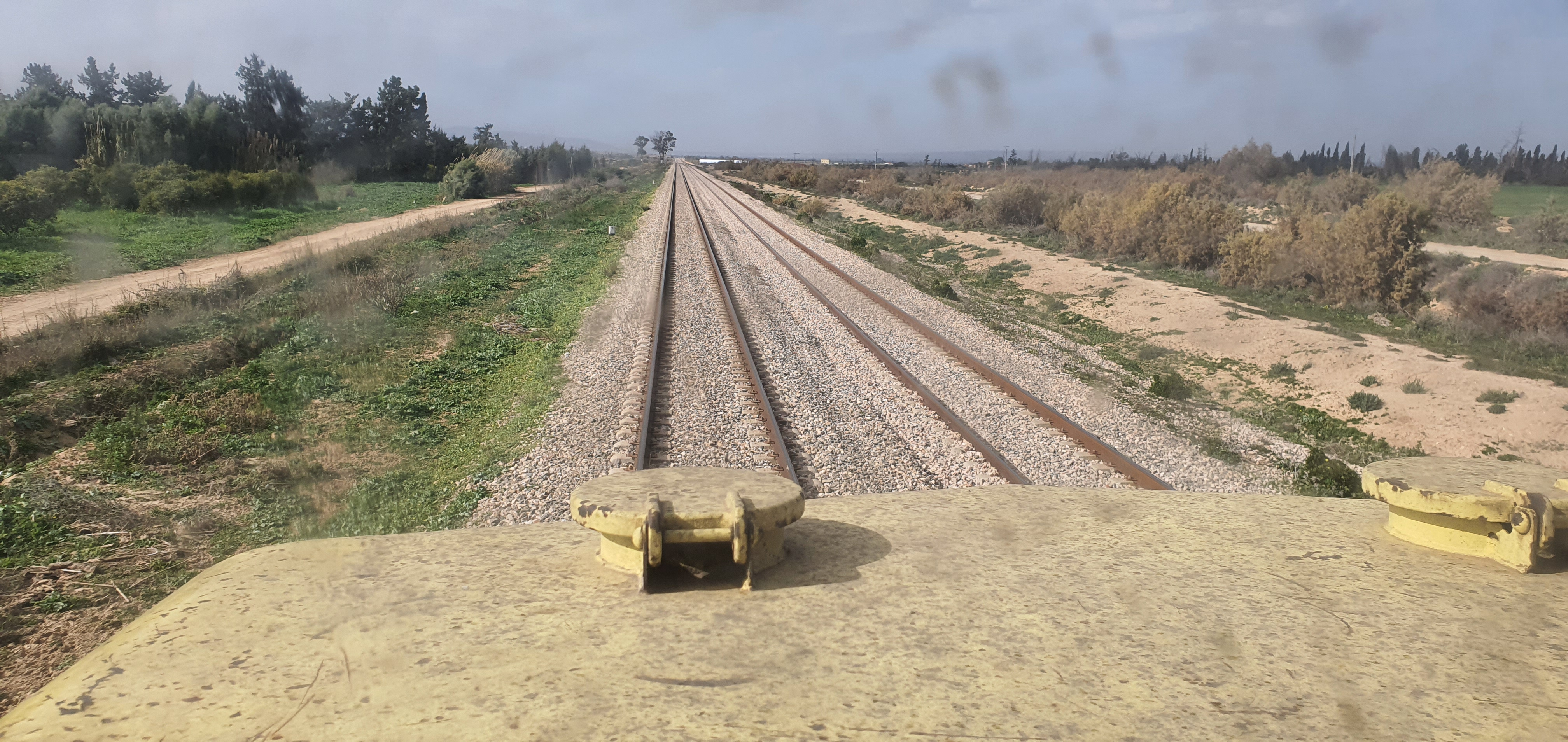
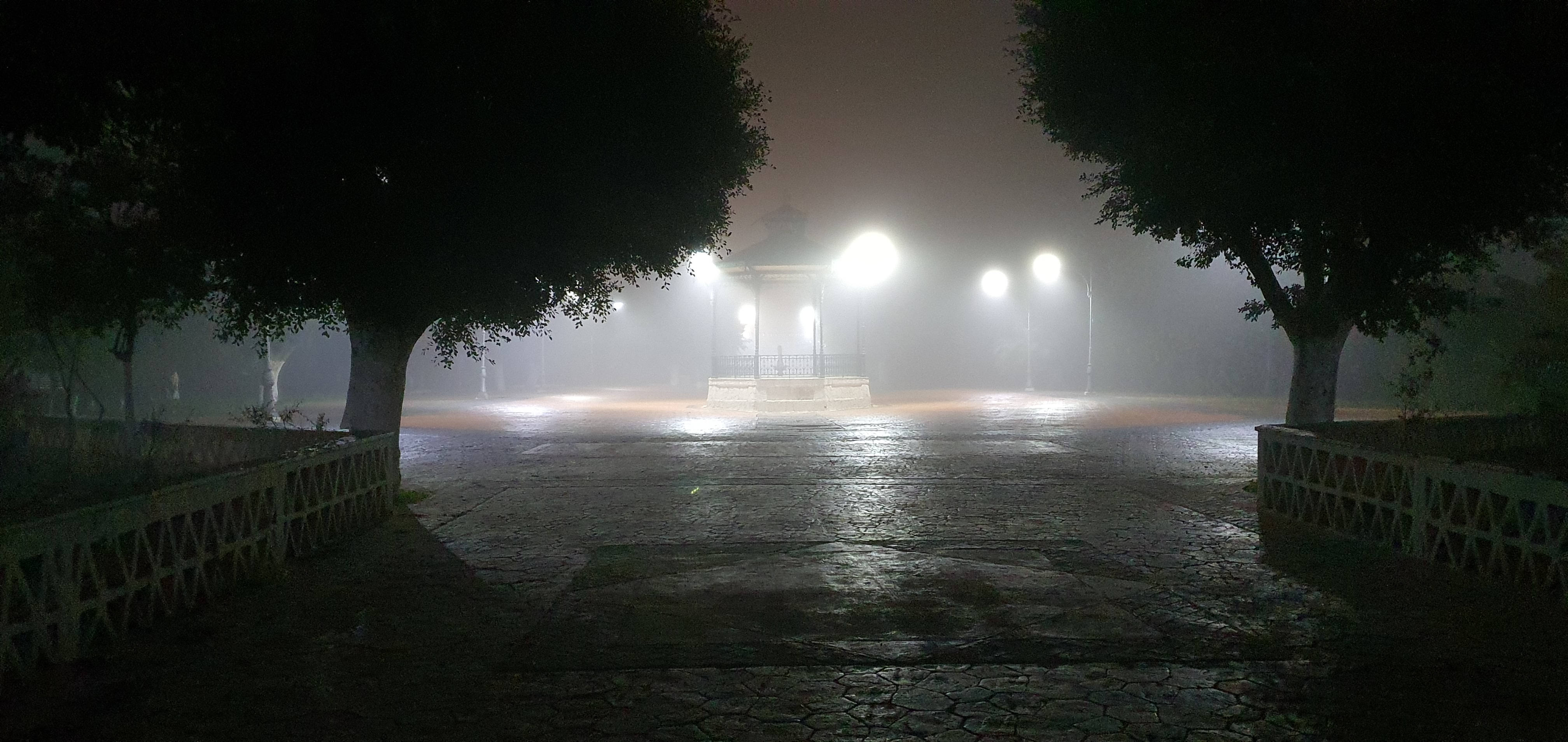
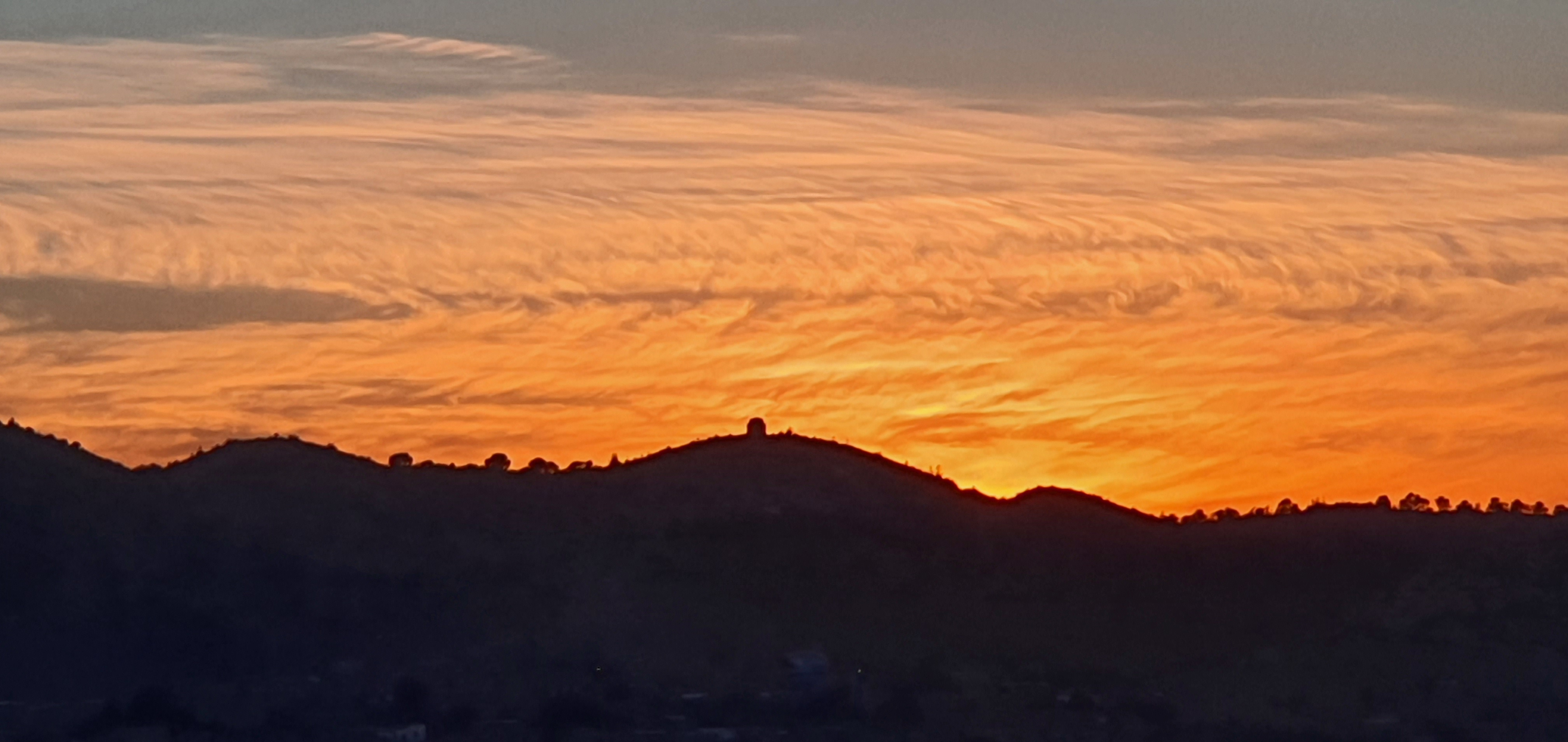
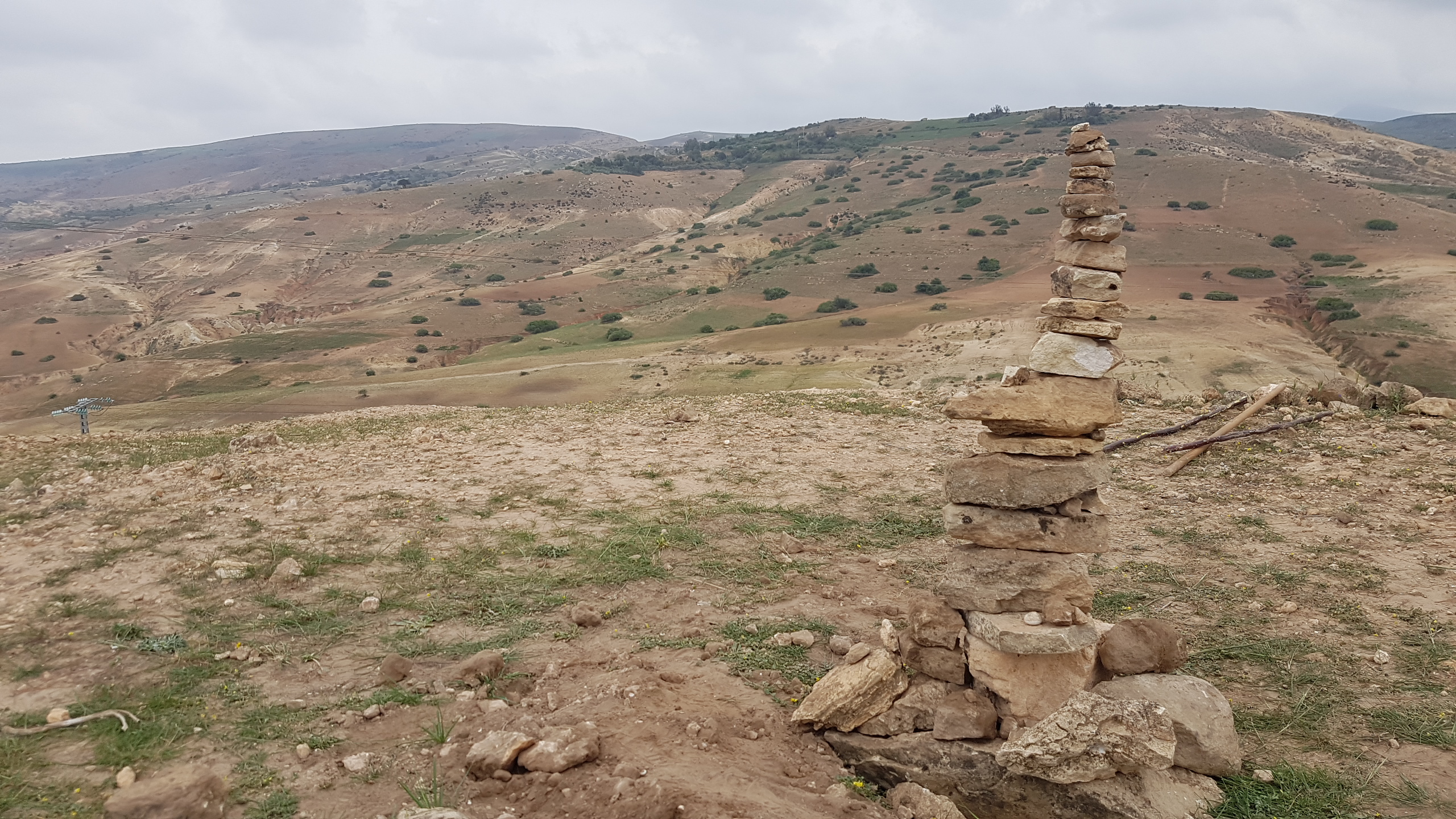
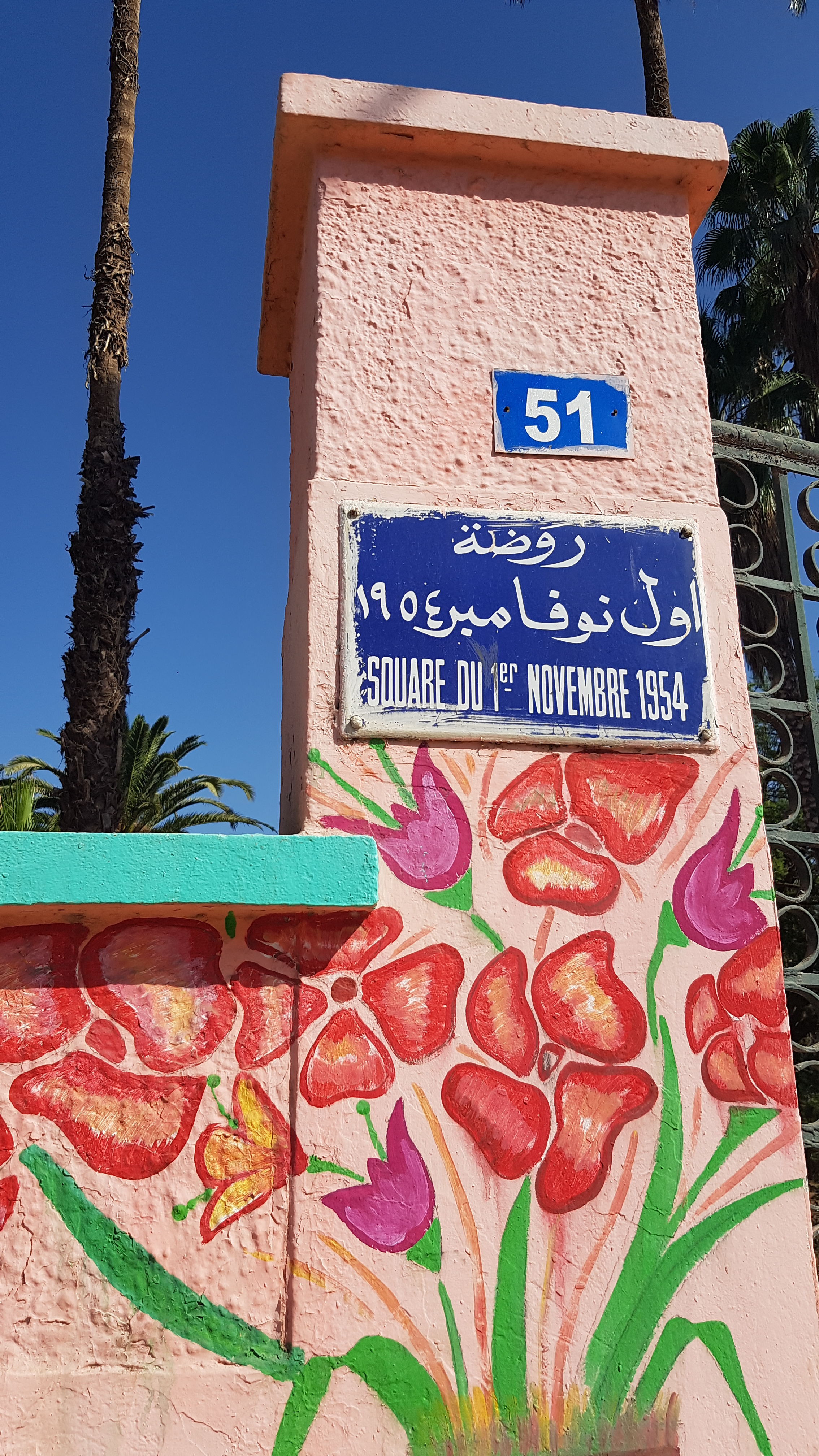
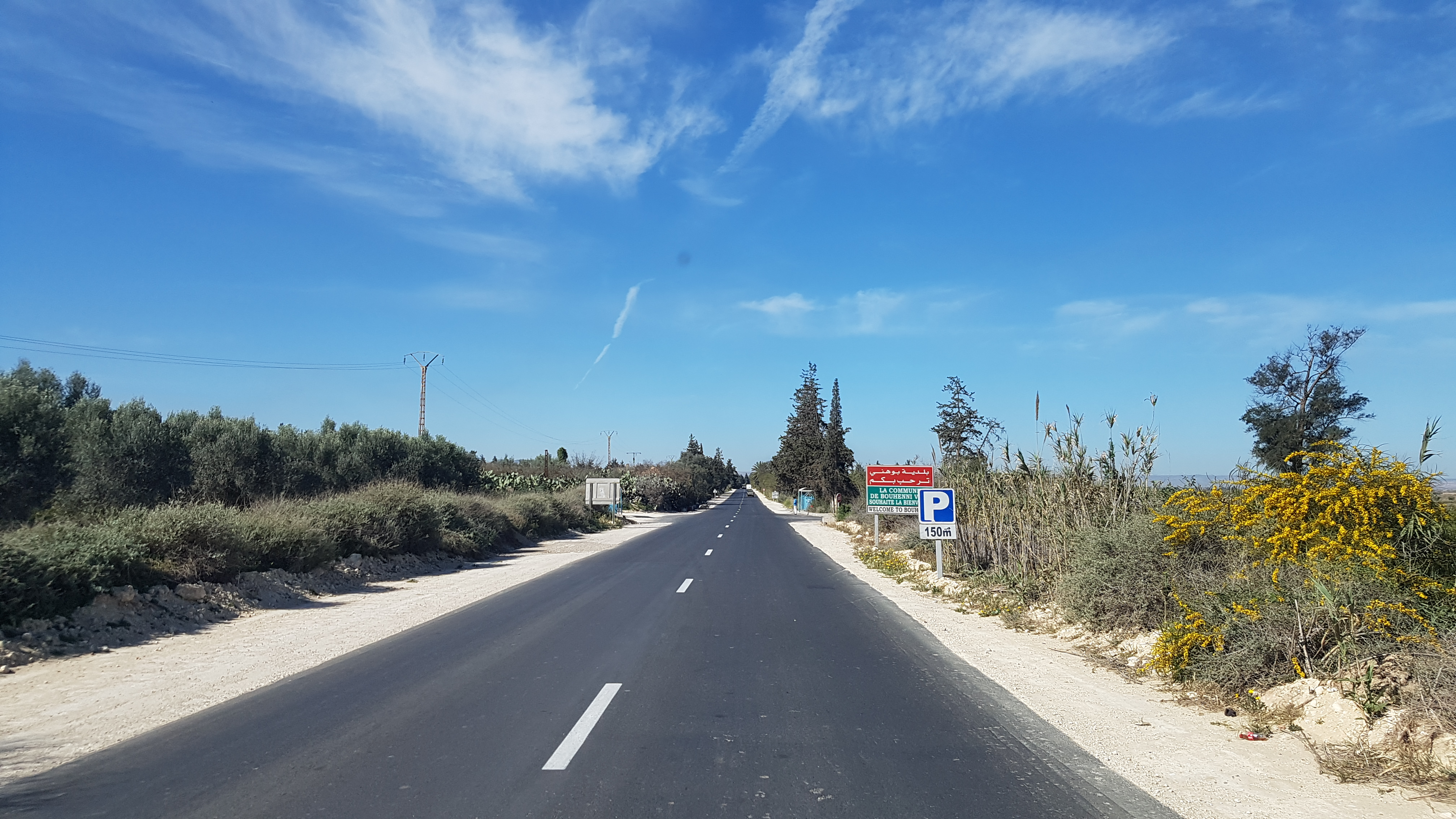
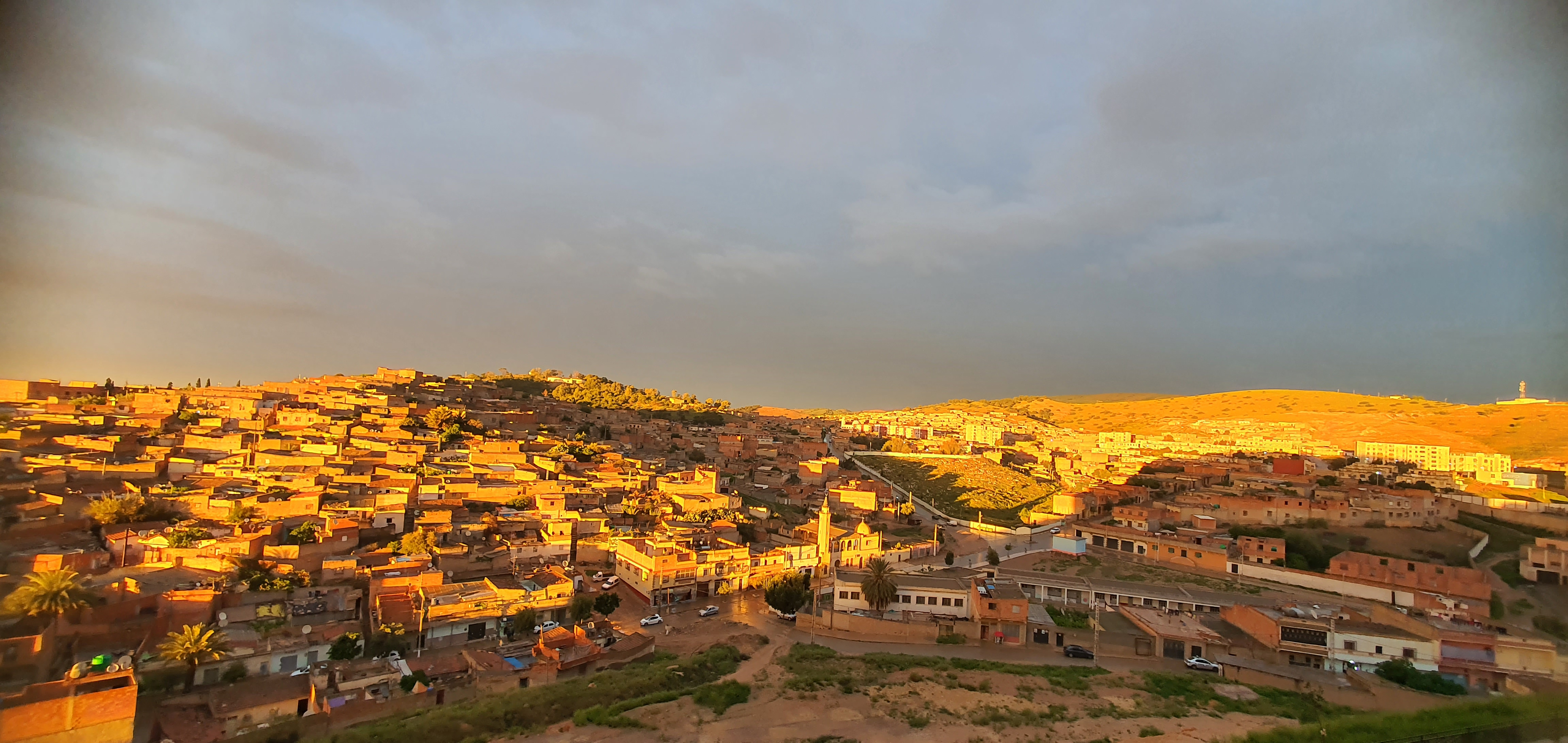
حي القوادرية - دوّار الميسوم
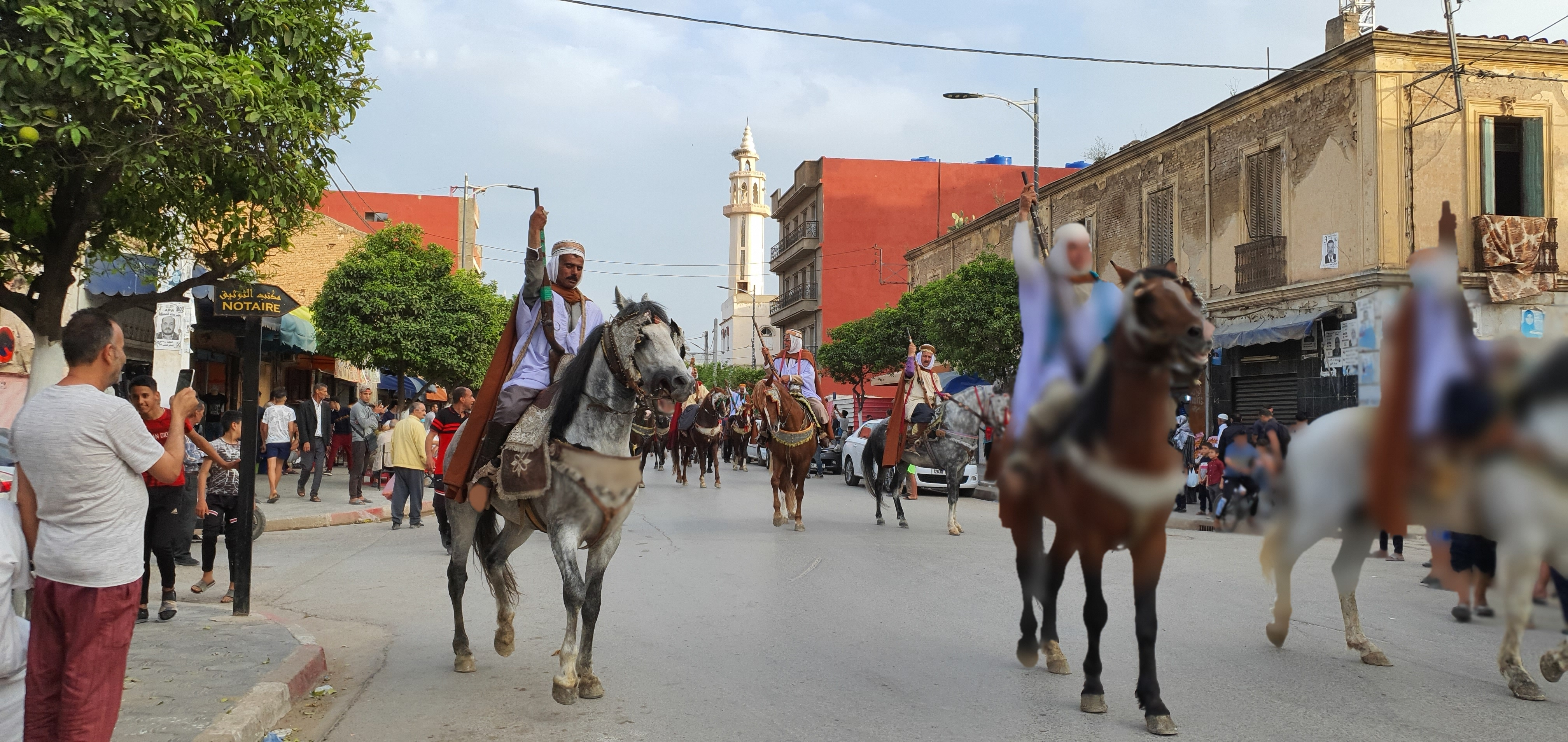
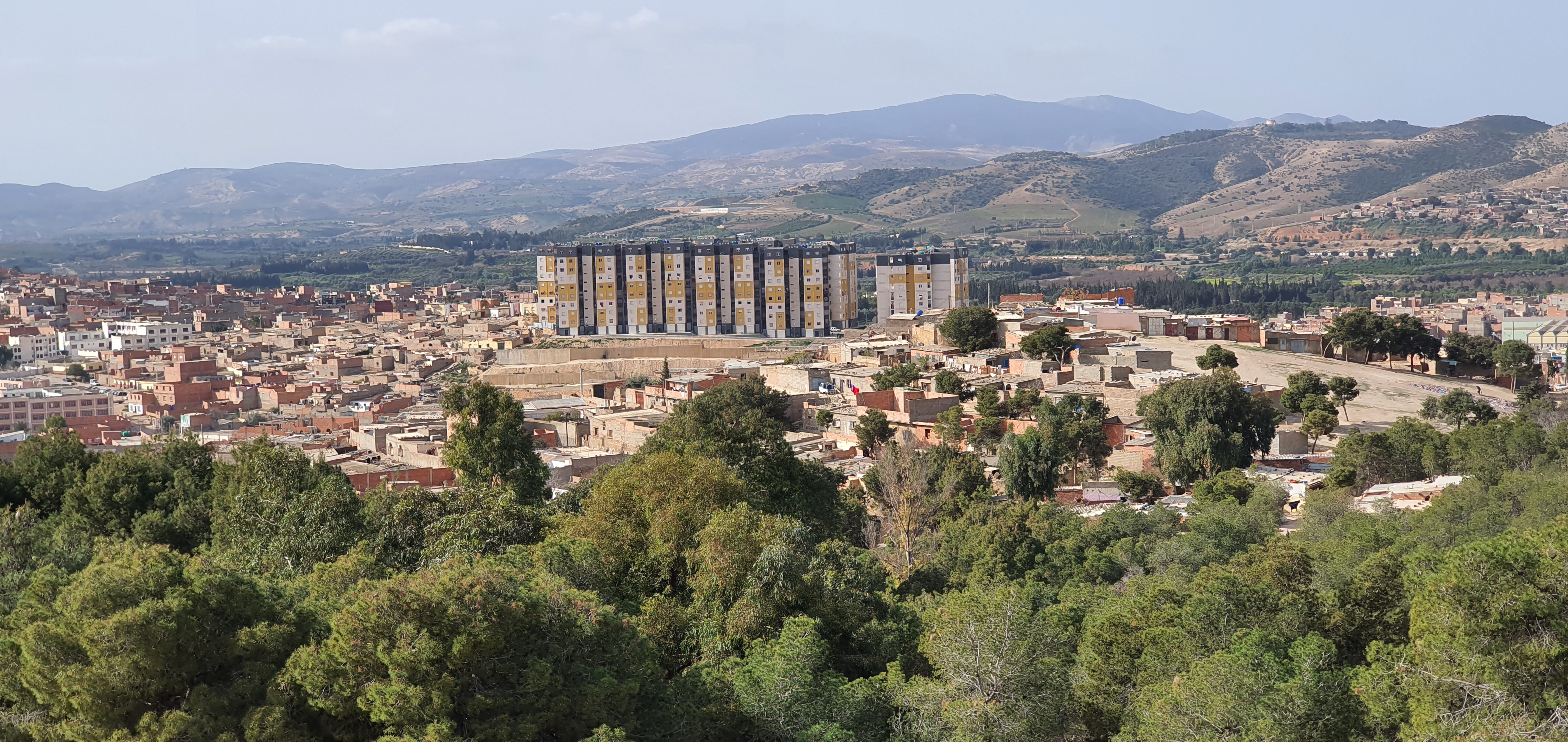
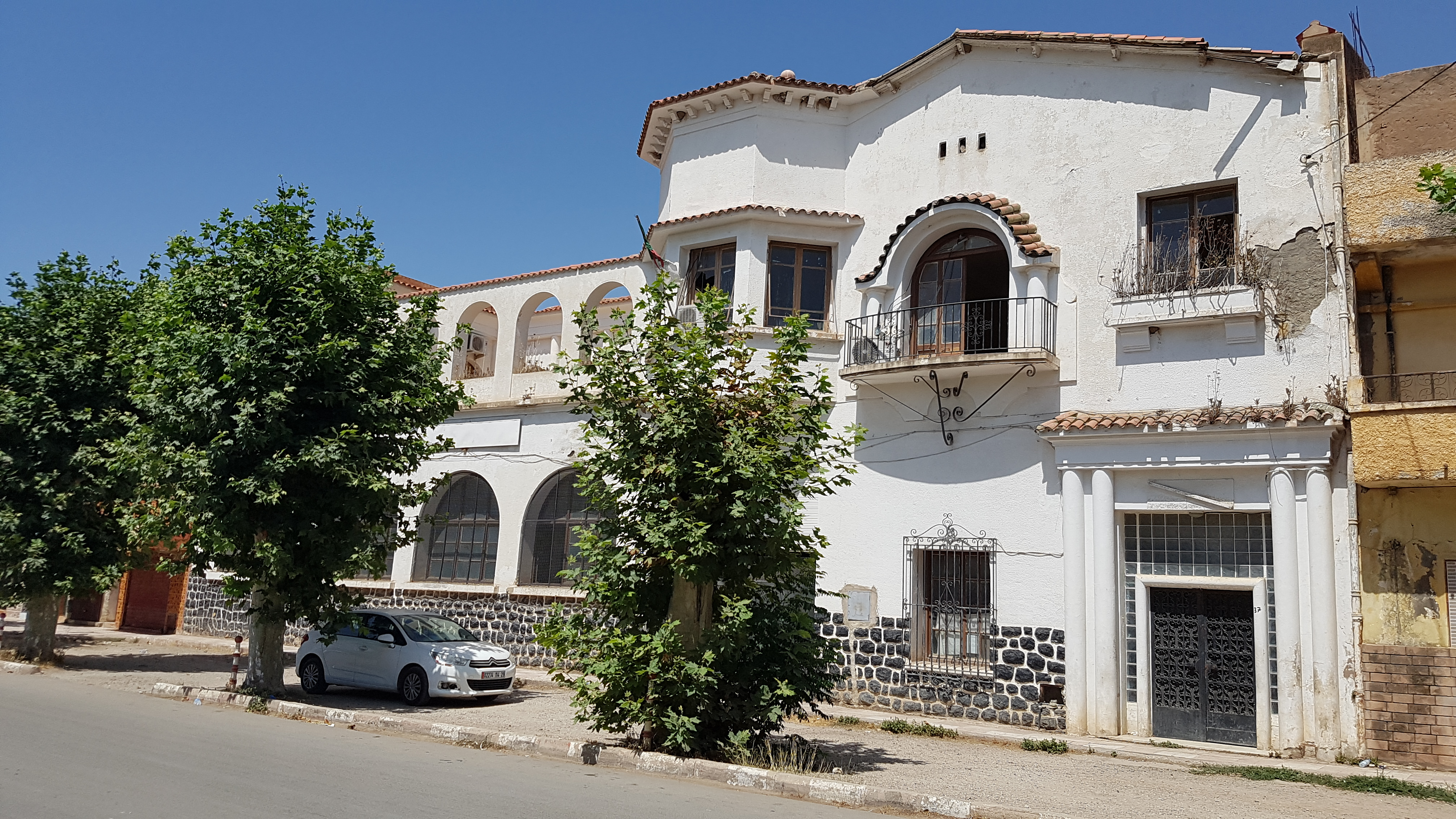
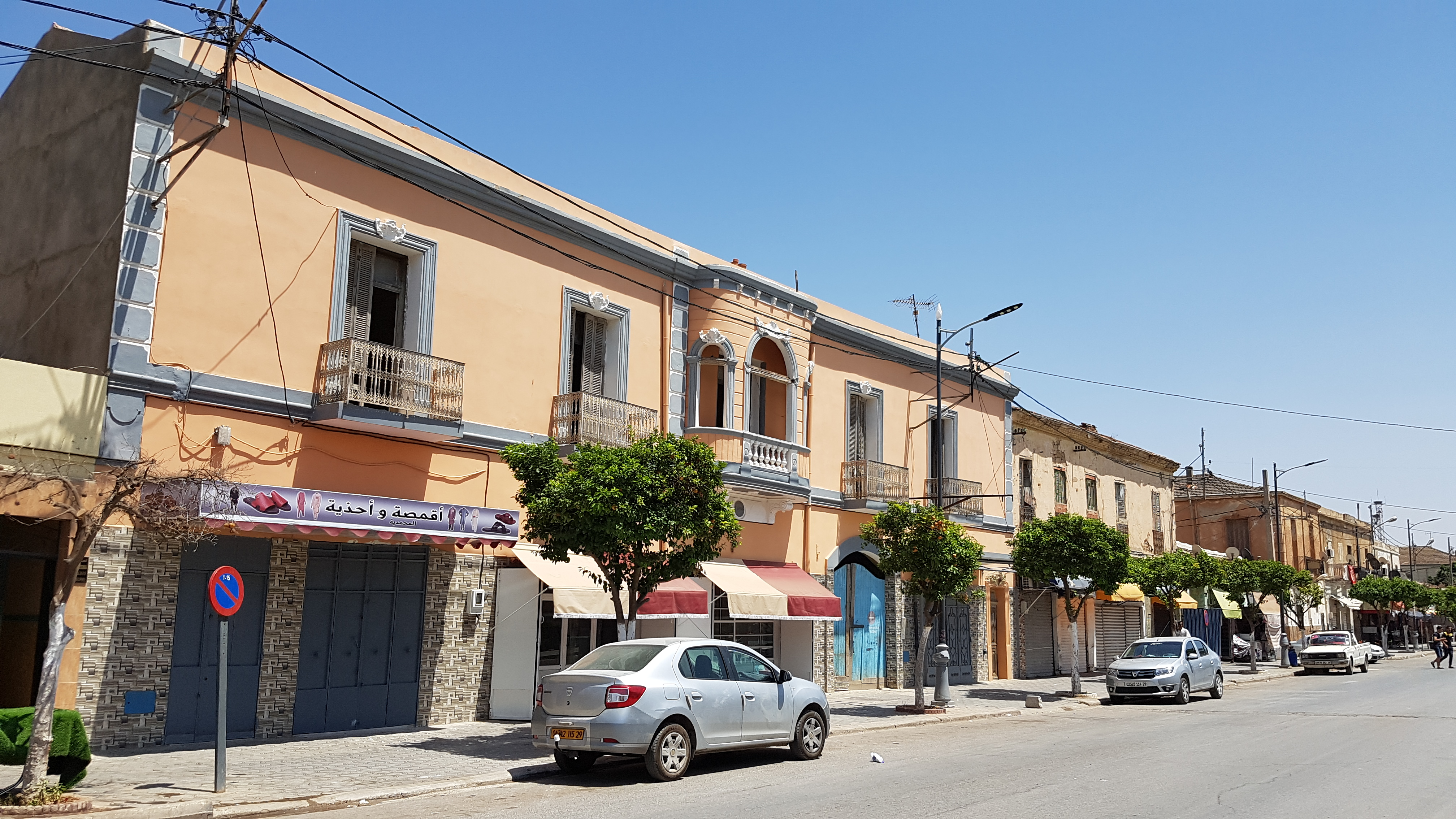